# Rudolf Vrba
Rudolf „Rudi” Vrba (născut Walter Rosenberg; n. 11 septembrie 1924, Topoľčany, Nitriansky kraj, Slovacia – d. 27 martie 2006, Vancouver, British Columbia, Canada) a fost un biochimist evreu din Slovacia care, în adolescență în 1942, a fost deportat în lagărul de concentrare de la Auschwitz din Polonia ocupată de germani⁠(d). El a devenit cunoscut pentru că a evadat din lagăr în aprilie 1944, la apogeul Holocaustului, și pentru că a scris un raport detaliat despre crimele în masă care aveau loc acolo. Distribuirea raportului de către George Mantello⁠(d) în Elveția este creditată cu stoparea deportării în masă a evreilor din Ungaria la Auschwitz în iulie 1944, salvând peste 200.000 de vieți. După război, Vrba a studiat biochimia, și a lucrat mai ales în Anglia și Canada.
Împreună cu Alfréd Wetzler, Vrba a fugit de la Auschwitz la trei săptămâni după ce forțele germane au invadat Ungaria și cu puțin timp înainte ca SS să înceapă deportările în masă ale populației evreiești din Ungaria în lagăr. Informațiile pe care cei doi le-au adus oficialilor evrei când au sosit în Slovacia la 24 aprilie 1944, printre care cele că noii sosiți în Auschwitz erau gazați și nu „relocați”, așa cum susțineau germanii, au devenit cunoscute drept raportul Vrba–Wetzler. Când a fost publicat, cu o considerabilă întârziere, de către Consiliul pentru Refugiați de Război⁠(d), în noiembrie 1944, New York Herald Tribune l-a descris drept „cel mai șocant document emis vreodată de o agenție guvernamentală a Statelor Unite”. El confirma material unele rapoarte anterioare ale unor polonezi și altor evadați, istoricul Miroslav Kárný⁠(d) a scris că este unic în „detaliile sale neșovăielnice”.
A existat o întârziere de câteva săptămâni înainte ca raportul să fie distribuit suficient de larg pentru a atrage atenția guvernelor. Transporturile în masă ale evreilor din Ungaria la Auschwitz au început la 15 mai 1944 cu o rată de 12.000 de oameni pe zi. Majoritatea au fost duși direct în camerele de gazare. Vrba a susținut până la sfârșitul vieții că deportații ar fi putut refuza să se urce în trenuri, sau cel puțin că panica lor ar fi perturbat transporturile, dacă raportul ar fi fost distribuit pe scară largă și mai devreme.
De la sfârșitul lunii iunie și până în iulie 1944, materialul din raportul Vrba–Wetzler a apărut în ziare și emisiuni de radio din Statele Unite și Europa, în special în Elveția, determinând liderii mondiali să facă apel la regentul maghiar⁠(d) Miklós Horthy să oprească deportările. Pe 2 iulie, forțele americane și britanice au bombardat Budapesta, iar pe 6 iulie, într-un efort de a-și exercita suveranitatea, Horthy a ordonat oprirea deportărilor. Până atunci, peste 434.000 de evrei fuseseră deportați în 147 de trenuri — aproape toată populația evreiască din mediul rural maghiar — dar alți 200.000 la Budapesta au fost salvați.

## Începutul vieții și arestarea

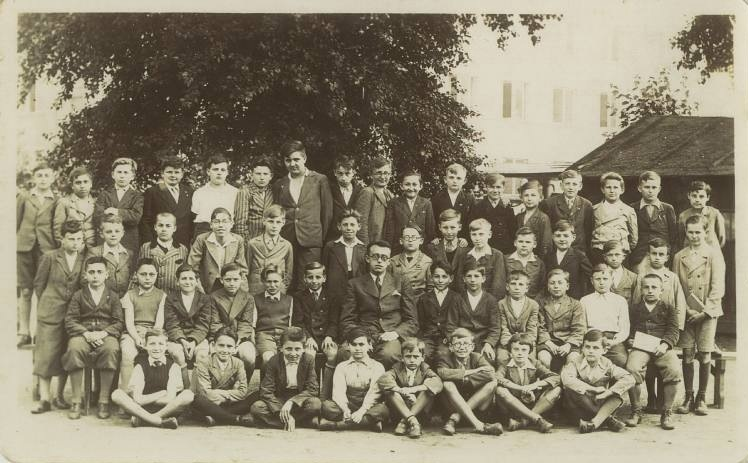
Vrba la școală (rândul din față, al patrulea din stânga), Bratislava, Cehoslovacia, 1935–1936

Vrba s-a născut Walter Rosenberg la 11 septembrie 1924 în Topoľčany, Cehoslovacia (parte a Slovaciei din 1993), unul dintre cei patru copii ai Helenei Rosenberg, născută Gruenfeldová, și ai soțului ei, Elias. Mama lui Vrba era din Zbehy; bunicul din partea mamei, Bernat Grünfeld, un evreu ortodox din Nitra, a fost ucis în lagărul de concentrare Majdanek. Vrba a luat numele Rudolf Vrba după evadarea sa de la Auschwitz.
Soții Rosenberg dețineau o fabrică de cherestea cu aburi în Jaklovce și locuiau în Trnava. În septembrie 1941, Republica Slovacă (1939–1945) — un stat clientelar al Germaniei naziste — a adoptat un „Codex evreiesc”, similar cu legile de la Nürnberg, care introducea restricții privind educația, locuința și călătoriile evreilor. Guvernul a înființat lagăre de tranzit la Nováky, Sereď⁠(d) și Vyhne. Evreilor li se cerea să poarte o insignă galbenă și li se permitea să locuiască doar în anumite zone, iar locurile de muncă disponibile le reveneau cu prioritate ne-evreilor. Când Vrba a fost exclus, la vârsta de 15 ani, de la gimnaziul (liceul) din Bratislava ca urmare a restricțiilor, și-a găsit de lucru ca muncitor și și-a continuat studiile acasă, în special chimie, engleză și rusă. Și-a cunoscut viitoarea soție, Gerta Sidonová, în această perioadă; fusese și ea exclusă de la școală.
Vrba a scris că învățase să trăiască cu restricțiile, dar s-a răzvrătit când guvernul slovac a anunțat, în februarie 1942, că mii de evrei vor fi deportați în „rezervații” din Polonia ocupată de germani⁠(d). Deportările au venit la cererea Germaniei, care avea nevoie de forță de muncă; guvernul slovac a plătit germanilor 500 RM pentru fiecare evreu, cu convenția că guvernul va confisca proprietățile deportaților. Doar aproximativ 800 din cei 58.000 de evrei slovaci deportați între martie și octombrie 1942 au supraviețuit. Vrba a acuzat Consiliul Evreiesc Slovac⁠(d) de cooperare în vederea deportărilor.
Insistând să nu fie „deportat ca vițelul în căruță”, s-a hotărât să se alăture Armatei Cehoslovace în exil în Anglia și a pornit cu un taxi spre graniță, la 17 ani, cu o hartă, o cutie de chibrituri și echivalentul a 10 lire sterline de la mama lui. După ce a reușit să ajungă în Budapesta, Ungaria, a hotărât să se întoarcă la Trnava, dar a fost arestat la granița cu Ungaria. Autoritățile slovace l-au trimis în lagărul de tranzit Nováky; de acolo a scăpat pentru scurt timp, dar a fost prins. Un ofițer SS a ordonat să fie deportat cu următorul transport.

## Majdanek și Auschwitz

### Majdanek

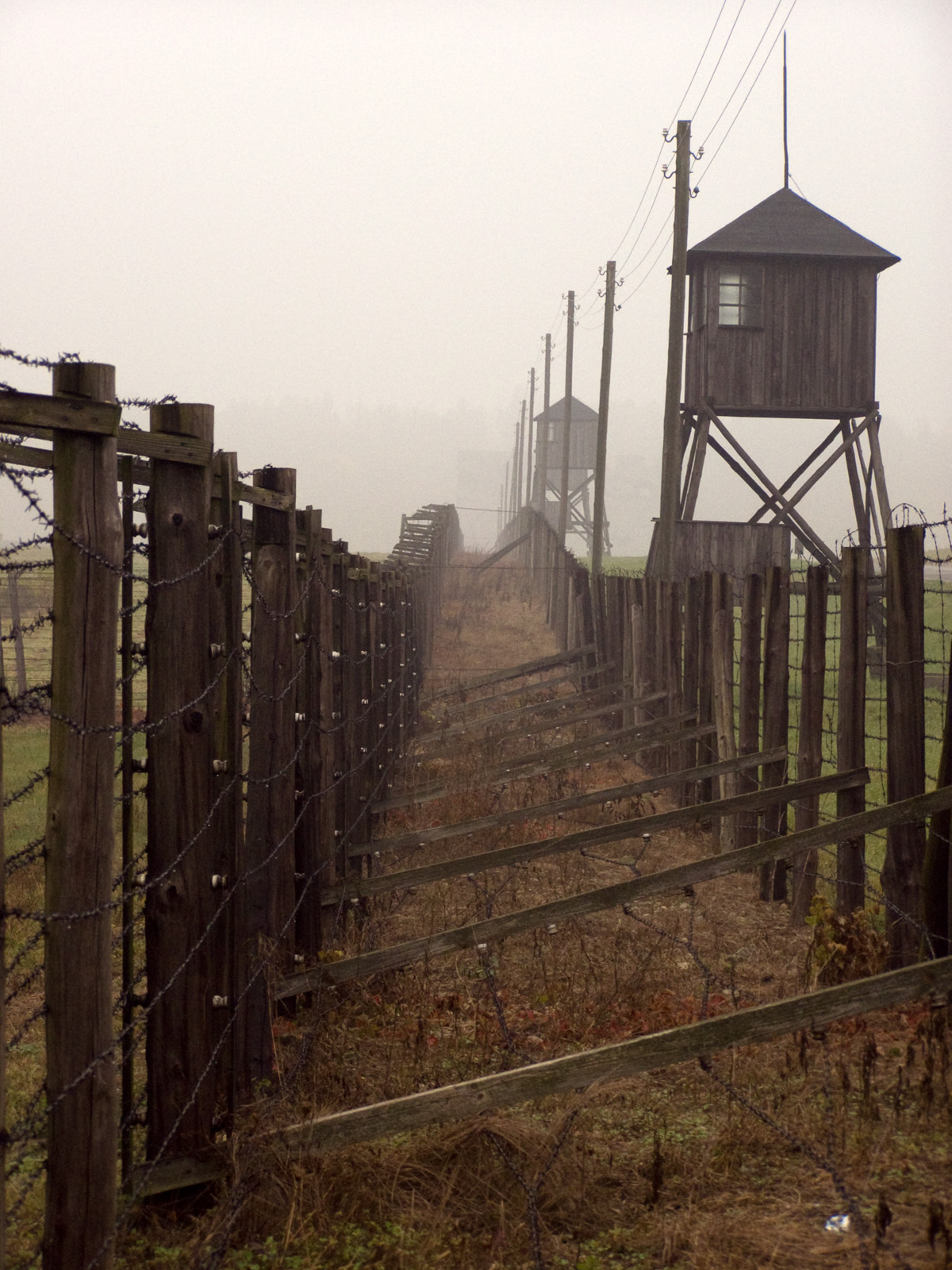
Lagărul de concentrare Majdanek, 2008

Vrba a fost deportat din Cehoslovacia la 15 iunie 1942 în lagărul de concentrare Majdanek din Lublin, în Polonia sub ocupație germană, unde l-a întâlnit pentru scurt timp pe fratele său mai mare, Sammy. Ei s-au văzut „aproape simultan și am ridicat brațele în semn de salut”; a fost ultima dată când l-a văzut. Tot acolo a întâlnit pentru prima dată „Kapo⁠(d)”: deținuți numiți ca funcționari, dintre care pe unul l-a recunoscut din Trnava. Majoritatea purtau triunghiuri verzi, semnalând categoria lor de „criminali de carieră”:
„Erau îmbrăcați ca clownii de la circ ... Unul avea o jachetă de uniformă verde cu dungi orizontale galbene, ca ceva ce ar purta un îmblânzitor de lei; pantalonii lui erau ca cei de călărie ai ofițerilor din armata austro-ungară, iar pe cap avea ceva între un chipiu militar și o beretă preoțească. ... Mi-am dat seama că există o nouă elită ... recrutată să efectueze munca elementară de jos cu care cei din SS nu voiau să-și mânjească mâinile.”
Vrba a fost ras în cap și pe corp și i s-a dat o uniformă, pantofi de lemn și o șapcă. Șepcile trebuiau îndepărtate ori de câte ori ajungea la mai puțin de trei metri de un membru SS. Prizonierii erau bătuți pentru că vorbeau sau se mișcau prea încet. La apelul nominal din fiecare dimineață, deținuții care muriseră în timpul nopții erau îngrămădiți în spatele celor vii. Vrba a primit un loc de muncă ca ajutor de constructor. Când un kapo a cerut 400 de voluntari pentru munca la fermă în altă parte, Vrba s-a înscris, căutând o șansă de a scăpa. Un kapo ceh care se împrietenise cu Vrba l-a lovit când a auzit despre asta; kapo i-a explicat că „munca la fermă” era la Auschwitz.

### Auschwitz I

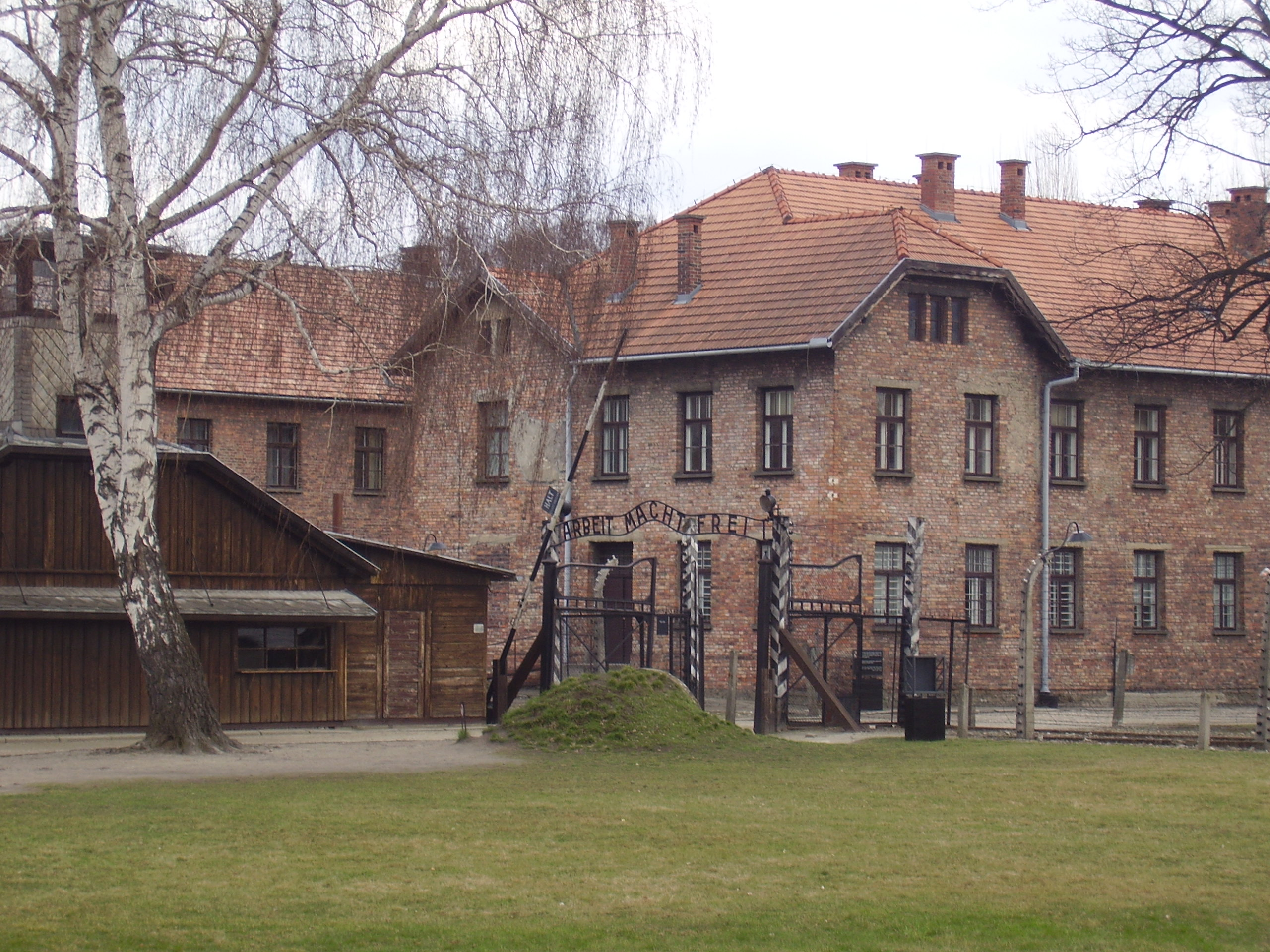
Auschwitz I, 2008

La 29 iunie 1942, Biroul Principal de Securitate al Reich-ului l-a transferat pe Vrba și pe ceilalți voluntari la Auschwitz I, lagărul principal (Stammlager) din Oświęcim, la peste două zile distanță. Vrba s-a gândit să încerce să scape din tren, dar SS-ul a anunțat că zece oameni vor fi împușcați pentru fiecare dispărut.
În a doua zi la Auschwitz, el a văzut cum prizonierii aruncau cadavrele pe o căruță, stivuite în grămezi de zece, „cu capul unuia între picioarele altuia pentru a economisi spațiu”. A doua zi, el și alți 400 de oameni au fost înghesuiți cu forța într-un duș rece într-o cameră de duș construită pentru 30 de persoane, apoi au ieșit afară goi pentru a se înregistra. A fost tatuat pe antebrațul stâng cu nr. 44070 și i s-a dat o tunică în dungi, pantaloni, șapcă și pantofi de lemn. După înregistrare, care a durat toată ziua și până seara, a fost condus la cazarma lui, o mansardă într-un bloc de lângă poarta principală cu semnul Arbeit macht frei.

Tânăr și puternic, Vrba a fost „achiziționat” de un kapo, Frank, în schimbul unei lămâi (căutată pentru vitamina C) și a fost repartizat să lucreze în magazinul de alimente al SS-ului. Acest lucru i-a oferit acces la apă și săpun, ceea ce a contribuit la supraviețuirea sa. Frank, a aflat el, era un om bun care se prefăcea că își bate deținuții când se uitau gardienii, dar aproape mereu dădea pe lângă. Altfel însă, regimul din lagăr era marcat de meschinărie și cruzime. Când Heinrich Himmler l-a vizitat pe 17 iulie 1942 (când a urmărit și o gazare), deținuților li s-a spus că totul trebuie să fie impecabil. În timp ce orchestra închisorii se aduna lângă poartă pentru sosirea lui Himmler, seniorul blocului și alți doi au început să bată un deținut pentru că îi lipsea un nasture al tunicii:
„L-au bătut repede cu pumnii, agitat, încercând să-l lase lat ... și Yankel, care uitase să-și coasă nasturii, nu a avut nici măcar bunul simț să moară repede și în liniște.[...] A țipat. Era un țipăt puternic, văicărit, murdar în aerul fierbinte și nemișcat. Apoi s-a prefăcut brusc într-un plâns subțire de cimpoi abandonat ... Și a continuat din ce în ce mai mult ... În acel moment, cred, toți îl uram pe Yankel Meisel, bietul evreu care strica totul, care ne făcea tuturor necazuri cu protestul lui lung, singuratic și zadarnic.”

### Auschwitz II

#### Comandoul „Kanada”.

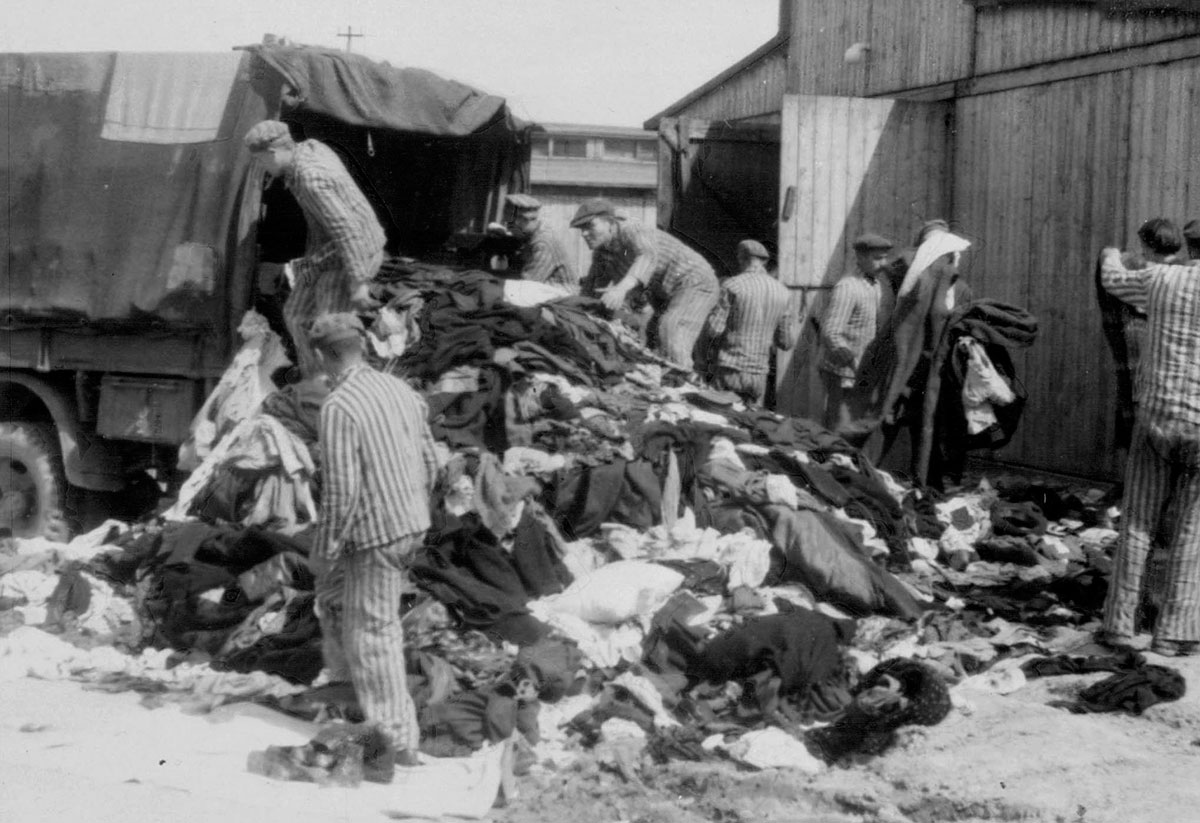
Barăcile „Kanada”, c. mai 1944

În august 1942, Vrba a fost mutat la Aufräumungskommando („comandoul de curățenie”) sau comandoul „Kanada”, de la Auschwitz II-Birkenau, lagărul de exterminare, aflat la 4 km de Auschwitz I. Aproximativ 200–800 de deținuți lucrau la Judenrampe în apropiere, unde soseau trenurile de marfă care transportau evrei, îndepărtând morții, apoi sortând proprietățile noilor sosiți. Mulți aduceau ustensile de bucătărie și haine pentru diferite anotimpuri, ceea ce îi sugera lui Vrba că ei crezuseră poveștile despre strămutare.
Curățarea unui tren dura 2–3 ore, timp în care majoritatea noilor sosiți erau omorâți. Cei considerați apți pentru muncă erau selectați pentru sclavie, iar restul erau duși cu camionul la camera de gazare. Vrba a estimat că 90 la sută erau gazați. El i-a spus lui Claude Lanzmann în 1978 că procesul se baza pe viteză și pe eforturile de a preîntâmpina orice panică, deoarece panica însemna că următorul transport va fi întârziat.
„Prima noastră treabă era să intrăm în vagoane, să scoatem morții—sau muribunzii—și să-i transportăm la laufschritt, cum le plăcea germanilor să spună. Asta înseamnă «fugă». Laufschritt, da, niciodată la pas—totul trebuia făcut în laufschritt, immer laufen. ... Nu se făceau pre multe numărători medicale să se vadă cine e mort și cine se preface ... Deci erau puși în camioane; și după ce se termina asta, era primul camion care pleca, și se ducea direct la crematoriu .. 

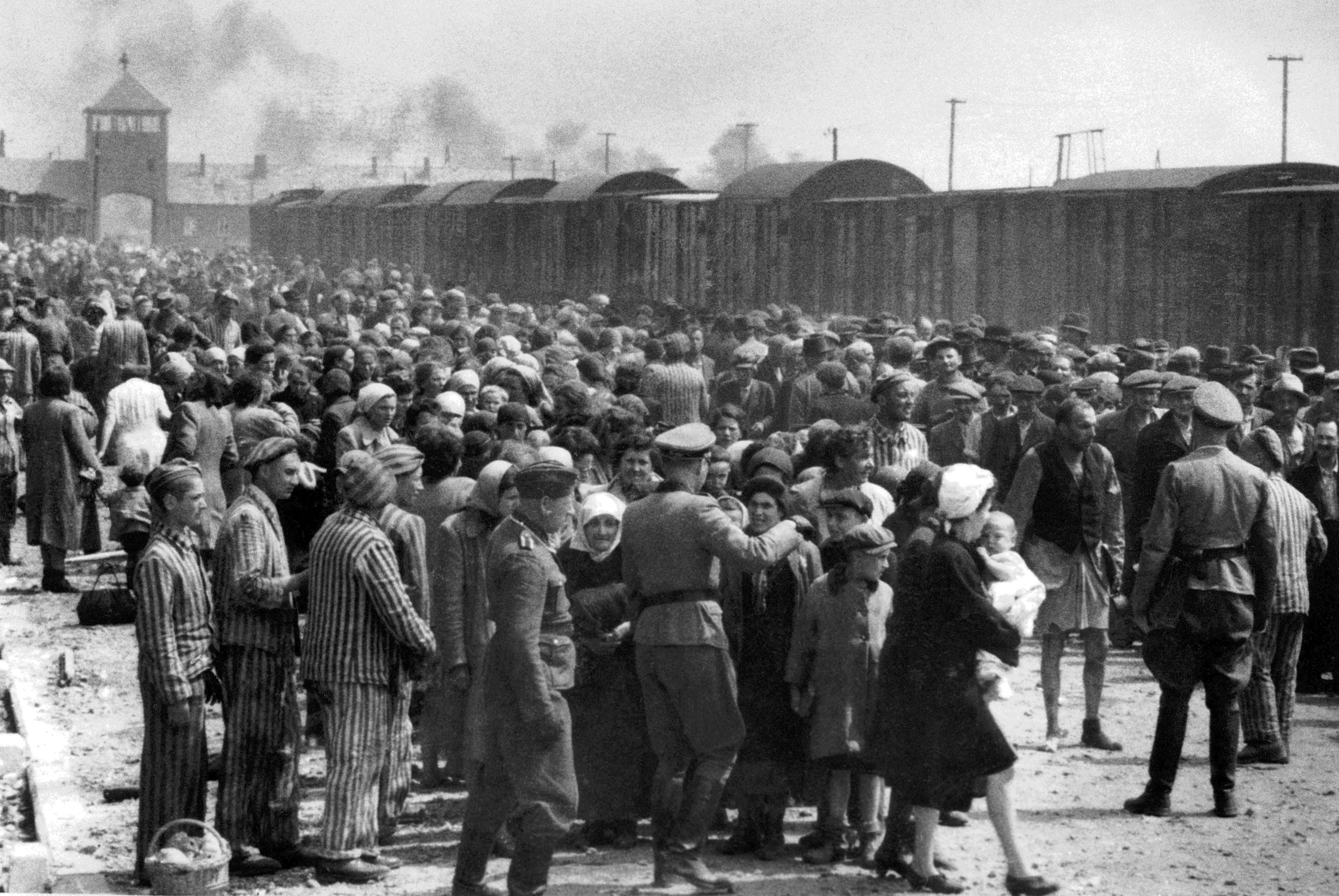
„Selecția” evreilor maghiari, Auschwitz II-Birkenau, mai/iunie 1944

Toată mașinăria criminală putea funcționa pe un singur principiu: că oamenii veneau la Auschwitz și nu știau unde se duc și pentru ce. Între noii sosiți trebuia să se păstreze ordinea și să se evite panica în drumul spre camerele de gazare. Era deosebit de periculoasă panica femeilor cu copii mici. Deci era important pentru naziști ca niciunul din noi să nu transmită niciun fel de mesaj care poate produce panică ... Și oricine încerca să intre în contact cu noii veniți era fie omorât în bătaie, fie dus în spatele vagonului și împușcat ...”
Obiectele noilor sosiți erau duse la cazărmile cunoscute sub numele de Effektenlager I și II de la Auschwitz I (mutate la Auschwitz II după evadarea lui Vrba). Deținuții și, se pare, și unii din administrația lagărului, au numit cazărmile Kanada I și II⁠(d) pentru că erau „țara abundenței”. Acolo erau de toate – medicamente, alimente, îmbrăcăminte și bani – o mare parte erau împachetate de Aufräumungskommando pentru a fi trimise în Germania. Aufräumungskommando au locuit în Auschwitz I, blocul 4, până la 15 ianuarie 1943, când au fost transferați în blocul 16 din Auschwitz II, sectorul Ib, unde Vrba a locuit până în iunie 1943.
După vreo cinci luni petrecute la Auschwitz, s-a îmbolnăvit de tifos; slăbise la 42 kg și delira. În momentele cele mai grele, a fost ajutat de Josef Farber, un membru al rezistenței din lagăr, originar din Slovacia, care i-a adus medicamente și apoi l-a pus sub protecția undergroundului de la Auschwitz.

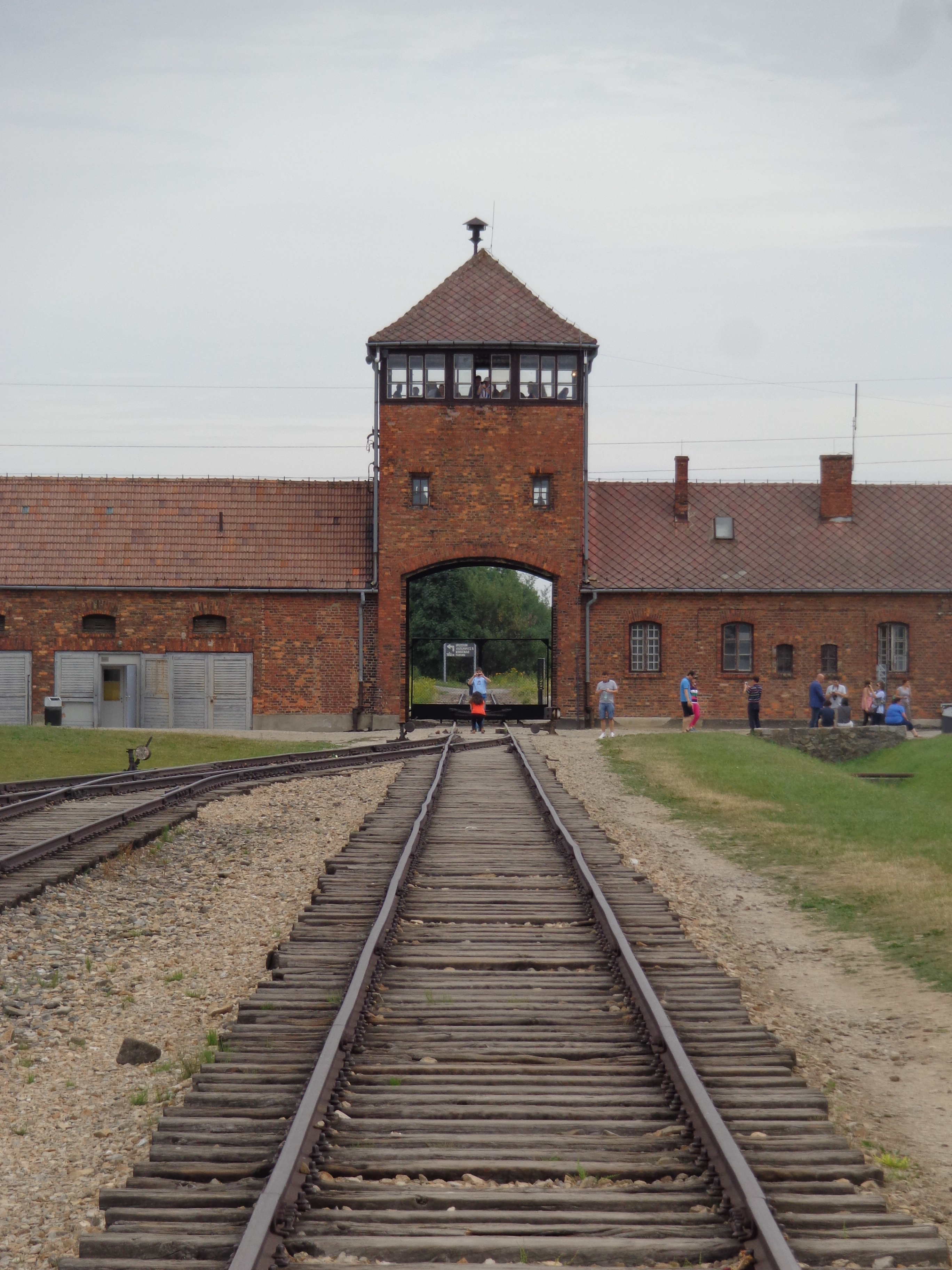
Auschwitz II-Birkenau, lagărul de exterminare

La începutul anului 1943 i s-a dat postul de asistent registrator într-unul din blocuri; i-a spus lui Lanzmann că mișcarea de rezistență l-a adus în această poziție pentru că acolo avea acces la informații. Câteva săptămâni mai târziu, în iunie, a fost numit registrator (Blockschreiber) al blocului 10 din Auschwitz II, secția de carantină pentru bărbați (BIIa), din nou din cauza rezistenței. Postul acesta venea cu o cameră proprie și pat și acum putea să poarte propriile haine. De asemenea, putea vorbi cu noii sosiți care erau selectați să lucreze și trebuia să scrie rapoarte despre procesul de înregistrare, ceea ce îi permitea să pună întrebări și să ia notițe.

#### Estimări ale numărului de oameni omorâți
Din camera lui din BIIa, Vrba a spus că putea vedea camioanele mergând spre camerele de gazare. În estimarea sa, 10% din fiecare transport era selectat pentru muncă, iar restul erau uciși. În 1978 avea să-i spună lui Lanzmann că în perioada petrecută pe Judenrampe, între 18 august 1942 și 7 iunie 1943, a văzut sosind cel puțin 200 de trenuri, fiecare conținând 1.000–5.000 de oameni. Într-o lucrare din 1998, el a scris că a asistat la sosirea a 100–300 de trenuri, fiecare locomotivă trăgând 20–40 de vagoane de marfă și uneori 50–60. El a calculat că, între primăvara anului 1942 și 15 ianuarie 1944, fuseseră uciși 1,5 milioane de oameni. Potrivit raportului Vrba–Wetzler, 1.765.000 au fost uciși la Auschwitz între aprilie 1942 și aprilie 1944. În 1961, Vrba a jurat într-o declarație pe propria răspundere pentru procesul lui Adolf Eichmann⁠(d) că el crede că 2,5 milioane de oameni fuseseră uciși în total în lagăr, plus sau minus 10 la sută.
Estimările lui Vrba sunt mai mari decât cele ale istoricilor Holocaustului, dar sunt conforme cu estimările ofițerilor SS și ale supraviețuitorilor de la Auschwitz, inclusiv ale membrilor Sonderkommando. Estimările inițiale variau între un milion și 6,5 milioane. Rudolf Höss, primul comandant al Auschwitzului, a spus în 1946 că trei milioane de oameni au fost uciși în lagăr, deși ulterior și-a revizuit estimarea. În 1946, Comisia Principală pentru Investigarea Crimelor Germane din Polonia⁠(d) a estimat patru milioane. Estimările academice ulterioare au fost mai mici. Potrivit istoricului polonez Franciszek Piper⁠(d), care scria în 2000, majoritatea istoricilor plasează numărul între un milion și 1,5 milioane. Estimarea sa, larg acceptată, era că cel puțin 1,3 milioane de oameni au fost trimiși la Auschwitz și că cel puțin 1.082.000 au murit (rotunjit la 1,1 milioane sau 85 la sută), inclusiv 960.000 de evrei. Estimarea lui Piper a numărului de morți din aprilie 1942 până în aprilie 1944 era de 450.000, față de 1.765.000, cât estima Vrba.

#### Evreii maghiari

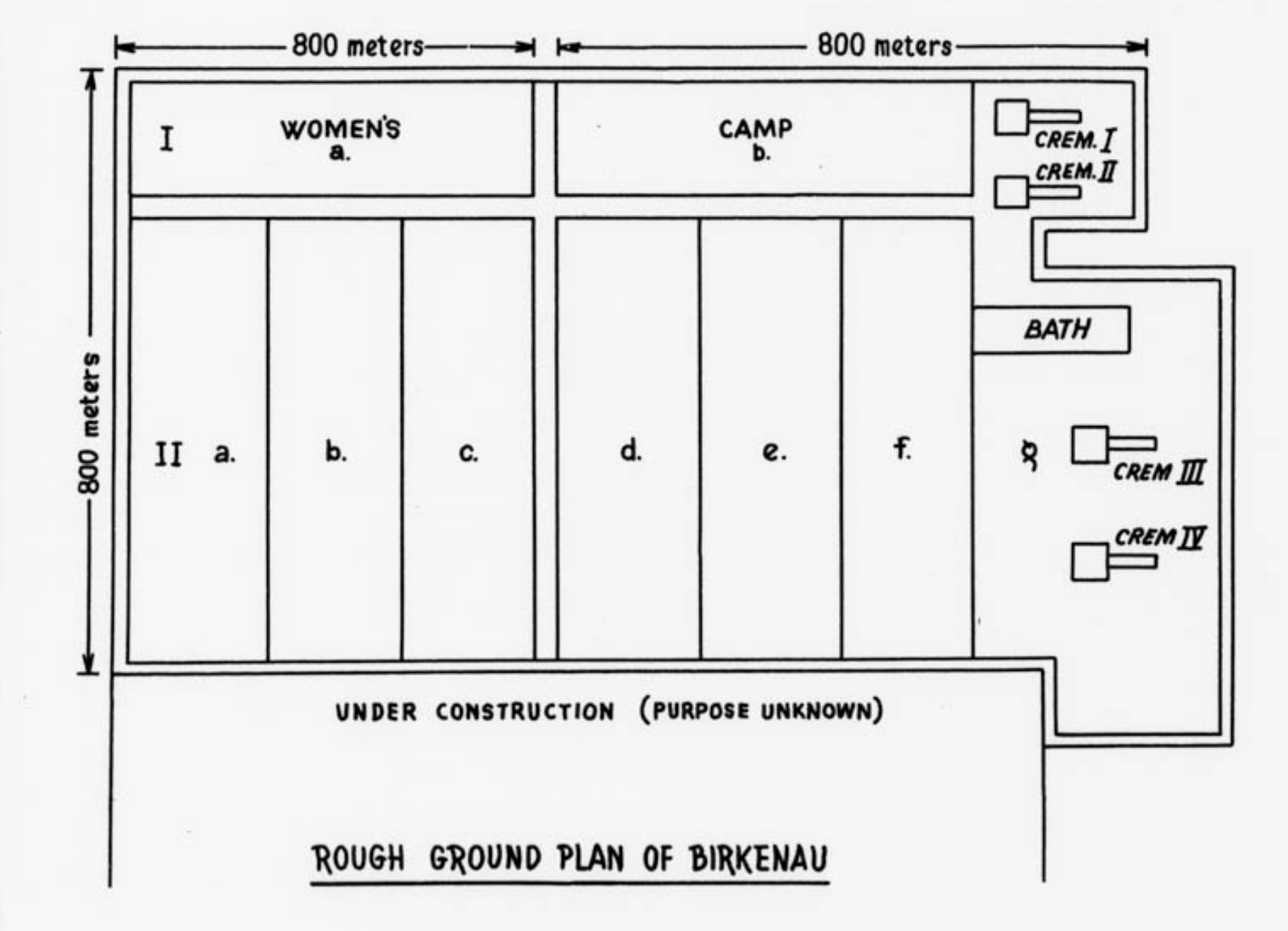
Plan aproximativ al lui Auschwitz II, care arată zona în construcție, din raportul Vrba–Wetzler (1944)

Potrivit lui Vrba, un Kapo⁠(d) din Berlin pe nume Yup i-a spus la 15 ianuarie 1944 că face parte dintr-un grup de deținuți care construiau o nouă linie de cale ferată care să ducă direct la crematorii. Yup a spus că auzise de la un ofițer SS că un milion de evrei maghiari vor sosi în curând și că vechea rampă nu putea face față numărului lor. O linie de cale ferată care să ducă direct la crematorii ar fi eliminat mii de călătorii cu camioanele de la vechea rampă. În plus, Vrba a scris că auzise direct de la unii gardieni SS beți că în curând vor servi salam unguresc. Când au sosit evreii olandezi, ei aduseseră brânză; de la evreii francezi se aleseseră cu sardine, și cu halva și măsline de la greci. Acum urma salamul unguresc.
Vrba scria că se gândea să evadeze de doi ani, dar acum era hotărât, sperând să „submineze unul dintre fundamentele principale – secretul operațiunii”. Un căpitan rus, Dmitri Volkkov, i-a spus că va avea nevoie de tutun rusesc înmuiat în benzină, apoi uscat, pentru a păcăli câinii; un ceas de folosit ca busolă; chibrituri pentru a face mancare; și sare pentru nutriție. Vrba a început să studieze structura lagărelor. Atât Auschwitz I, cât și II constau din cazărmi împrejmuite în care dormeau deținuții, înconjurate de un șanț de apă de șase metri lățime, apoi garduri de sârmă ghimpată de înaltă tensiune. Zona era luminată noaptea și păzită de SS în turnuri de veghe. Când un deținut era dat dispărut, gardienii îl căutau trei zile și trei nopți. Cheia unei evadari reușite era să rămână ascuns puțin în afara perimetrului împrejmuit până la oprirea operațiunii de căutare.
Primul plan de evadare a fost pus la punct pentru 26 ianuarie 1944 cu Charles Unglick, un căpitan al armatei franceze, dar întâlnirea nu a funcționat; Unglick a încercat să fugă singur și a fost omorât. SS-ul i-a lăsat cadavrul expus timp de două zile, așezat pe un taburet. Un grup anterior de fugari au fost uciși și mutilați cu gloanțe dumdum, apoi așezați în mijlocul taberei D cu un semn pe care scria „Ne-am întors!”

#### Lagărul familial ceh

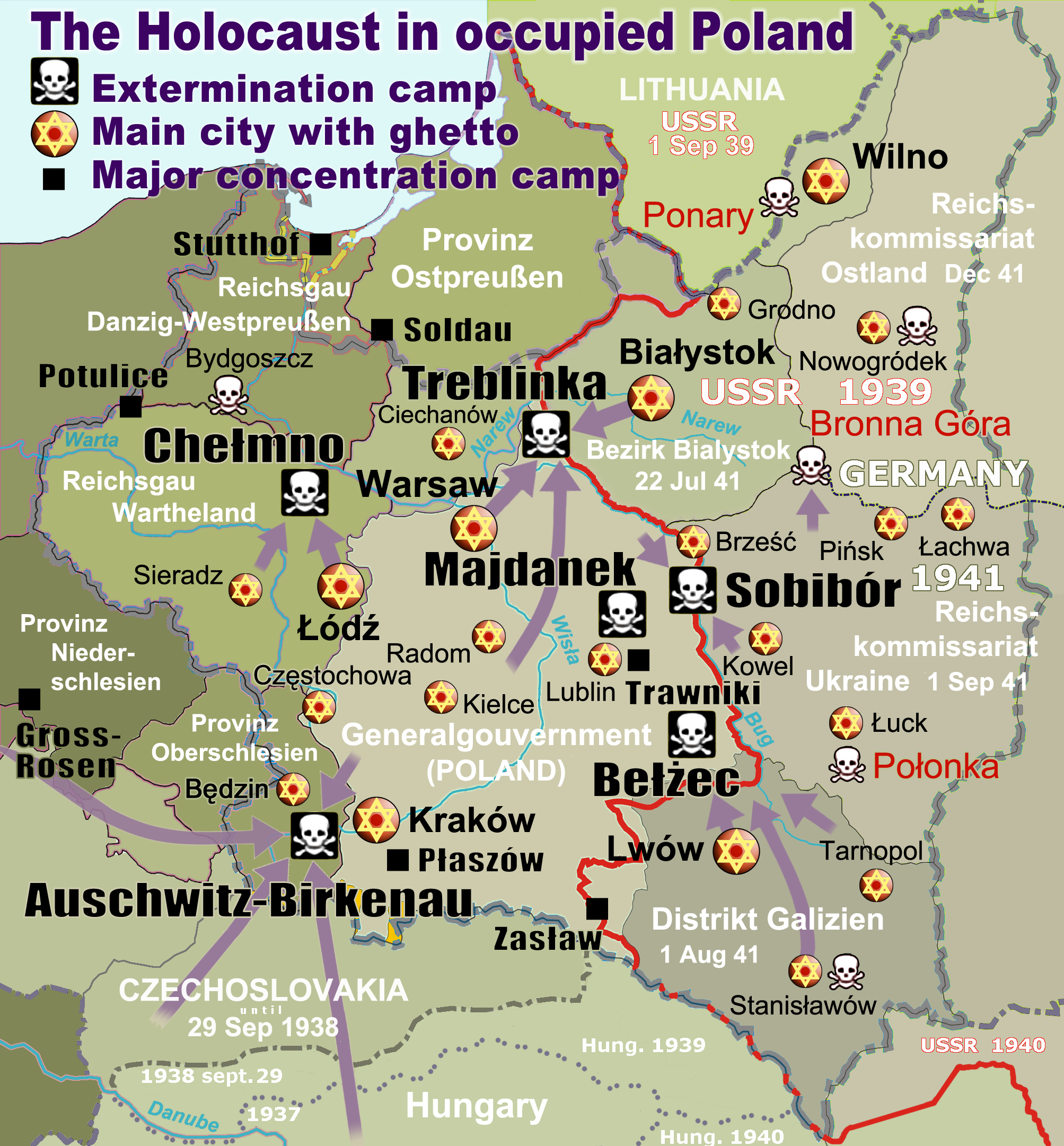
Lagărele germane din

La 6 martie 1944, Vrba a auzit că lagărul familial ceh⁠(d) era pe cale să fie trimis în camerele de gazare. Grupul de aproximativ 5.000 de oameni, inclusiv femei și copii, sosise la Auschwitz în septembrie 1943 din lagărul de concentrare Theresienstadt⁠(d) din Cehoslovacia antebelică (astăzi Republica Cehă). Faptul că li s-a permis să locuiască în Auschwitz timp de șase luni a fost ceva neobișnuit, nu în ultimul rând pentru că femeile cu copii erau de obicei ucise imediat. Corespondența dintre biroul lui Adolf Eichmann și Crucea Roșie Internațională⁠(d), găsită după război, sugera că germanii au înființat acel lagăr familial ca model pentru o vizită planificată a Crucii Roșii la Auschwitz. Grupul a fost găzduit în condiții relativ bune în blocul BIIb de lângă poarta principală, deși,  în ciuda tratamentului mai bun, în cele șase luni în care au fost ținuți acolo, 1.000 de oameni au murit. Ei nu au fost rași în cap, iar copiilor li s-au oferit lecții și acces la hrană mai bună, inclusiv lapte și pâine albă.
La 1 martie, conform raportului Vrba–Wetzler (5 martie, potrivit Danutei Czech⁠(d)), grupului i s-a cerut să scrie cărți poștale rudelor, spunându-le că se simt bine și cerând pachete cu provizii și să le postdateze pe 25-27 martie. Pe 7 martie, conform raportului (8-9 martie, conform lui Czech), grupul de 3.791 de persoane a fost gazat. Raportul afirma că 11 gemeni au fost ținuți în viață pentru experimente medicale. La 20 decembrie 1943, sosise un al doilea grup familial ceh de 3.000 de persoane, conform raportului (2.473, conform lui Czech). Vrba a presupus că și acest grup va fi ucis după șase luni, adică în jurul datei de 20 iunie 1944.

### Evadarea
Vrba s-a hotărât din nou să evadeze. La Auschwitz se întâlnise cu un cunoscut din Trnava, Alfréd Wetzler (deținutul nr. 29162, pe atunci în vârstă de 26 de ani) care sosise la 13 aprilie 1942 și lucra la morgă. Czesław Mordowicz, care a evadat de la Auschwitz la câteva săptămâni după Vrba, a declarat zeci de ani mai târziu că Wetzler a fost cel care a inițiat și a planificat evadarea.
Wetzler a scris apoi în cartea sa Čo Dante nevidel (1963), publicată ulterior sub numele de Escape from Hell (2007), rezistența din lagăr organizase evadarea, furnizând informații pe care să le ducă Vrba și Wetzler („Karol” și „Val” în carte). „Otta” din Casa 18, un lăcătuș, făcuse o cheie de la un mic șopron în care Vrba și alții desenaseră un plan al lagărului și vopsiseră haine. „Fero” de la registrul central a furnizat date din registru; „Filipek” (Filip Müller⁠(d)) din Casa 13 a adăugat numele ofițerilor SS care lucrau la crematorii, un plan al camerelor de gazare și al crematoriilor, notițele sale cu privire la transporturile de oameni gazați în crematoriile IV și V și eticheta de la un recipient de Zyklon B. „Edek” din Casa 14 a scos pe sub mână haine pe care să le poarte evadații, inclusiv costume din Amsterdam. „Adamek”, „Bolek” și Vrba au furnizat șosete, chiloți, cămăși, un aparat de ras și o lanternă, precum și glucoză, vitamine, margarină, țigări și o brichetă pe care scria „fabricat la Auschwitz”.
Informațiile despre lagăr, inclusiv o schiță a crematoriului realizată de un deținut rus, „Wasyl”, erau ascunse în interiorul a două tuburi metalice. Tubul care conținea schița s-a pierdut în timpul evadării; al doilea tub conținea date despre transporturi. Relatarea lui Vrba diferă de cea a lui Wetzel; potrivit lui Vrba, nu au luat notițe și au scris din memorie raportul Vrba–Wetzler. El i-a spus istoricului John Conway⁠(d) că a folosit „metode memotehnice personale” pentru a-și aminti datele și că poveștile despre notițele scrise au fost inventate deoarece capacitatea sa de a-și aminti atât de multe detalii era greu de explicat pentru publicul larg.

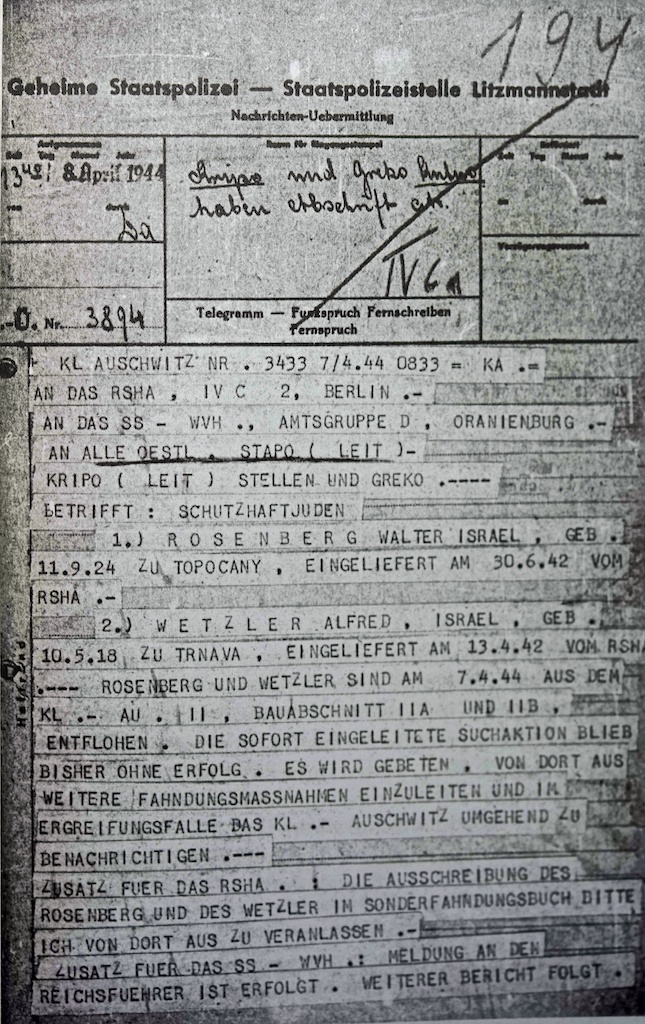
Telegrama de la Gestapo care raportează evadarea,

Purtând costume, paltoane și cizme, vineri, 7 aprilie 1944, la ora 14:00, în ajunul Paștelui, cei doi au urcat într-un spațiu scobit pe care îl pregătiseră într-o grămadă de lemne stivuită între gardurile ce delimitau perimetrul interior și cel exterior al lagărului Auschwitz-Birkenau, în secțiunea BIII, într-o zonă de șantier cunoscută sub numele de Meksyk („Mexic”). Ei au stropit zona cu tutun rusesc înmuiat în benzină, după sfatul lui Dmitri Volkov, căpitanul rus. Bolek și Adamek, ambii deținuți polonezi, au mutat scândurile înapoi la locul lor odată ce Vrba și Wetzel erau ascunși.
Kárný scrie că la 20:33 pe 7 aprilie SS-Sturmbannführer Fritz Hartjenstein⁠(d), comandantul de la Birkenau, a aflat prin teleprinter că lipsesc doi evrei. La 8 aprilie, biroul Gestapo din Auschwitz a trimis telegrame cu descrieri ale acestora către Biroul central de securitate al Reichului din Berlin, SS-ului din Oranienburg, comandanților de district și altora. Cei doi au stat ascunși în grămada de lemne timp de trei nopți și pe tot parcursul zilei a patra. Ud leoarcă, cu fâșii de flanel legate peste gură pentru a-și înăbuși tusea, Wetzel a scris că au stat acolo numărând: „[A]aproape optzeci de ore. Patru mii opt sute de minute. Două sute optzeci și opt de mii de secunde.” Duminică dimineața, pe 9 aprilie, Adamek a urinat pe grămadă și a fluierat pentru a semnala că totul era bine. La ora 21:00 pe 10 aprilie, cei doi s-au târât din grămada de lemne. „Circulația le-a revenit foarte încet”, scria Wetzel. „Amândoi au o senzație de furnicături pe vene, că trupurile lor s-au transformat în grămezi mari de furnici care se încălzesc foarte încet. ... Declanșarea slăbiciunii este atât de aprigă încât a trebuit să se sprijine de marginile interioare ale panourilor.” Folosind o hartă pe care au luat-o din „Kanada”, cei doi s-au îndreptat spre sud, spre Slovacia aflată la 130 km depărtare, mergând paralel cu râul Soła⁠(d).

## Raportul Vrba–Wetzler

### Drumul pe jos până în Slovacia
Evadarea lui Vrba și Wetzler,
de la Auschwitz la Žilina, 9–25 aprilie 1944
Potrivit lui Henryk Świebocki⁠(d) de la Muzeul de Stat Auschwitz-Birkenau, localnicii, inclusiv membrii rezistenței subterane poloneze care locuiau în apropierea lagărului, au făcut tot ce au putut pentru a-i ajuta pe evadați. Vrba a scris că nu exista un ajutor organizat pentru ei în exterior. La început, ei se deplasau doar noaptea, mâncând pâine pe care o luaseră de la Auschwitz și bând apă din pâraie. Pe 13 aprilie, rătăciți în Bielsko-Biala, s-au apropiat de o fermă, și o poloneză i-a găzduit pentru o zi. Hrănindu-i cu pâine, supă de cartofi și cafea ersatz⁠(d), ea le-a explicat că cea mai mare parte a zonei a fost „germanizată” și că polonezii care îi ajută pe evrei riscă moartea.
Ei au continuat de-a lungul râului; din când în când, câte o poloneză mai scăpa câte o jumătate de pâine pe lângă ei. Pe 16 aprilie, jandarmi germani au tras asupra lor, dar ei au reușit să fugă. Alți doi polonezi i-au ajutat cu mâncare și cu un loc de dormit, până când în cele din urmă au trecut granița polono-slovacă lângă Skalité la 21 aprilie 1944. În acel moment, picioarele lui Vrba erau atât de umflate încât a trebuit să-și taie cizmele și purta papuci făcuți din covor, primiți de la un țăran polonez.
O familie de țărani din Skalité i-a ținut câteva zile, i-a hrănit și îmbrăcat, apoi i-a pus în legătură cu un medic evreu din orașul Čadca din apropiere, dr. Pollack. Vrba și Pollack se întâlniseră într-o tabără de tranzit din Nováky. Printr-un contact în cadrul Consiliului Evreiesc Slovac⁠(d), Pollack a aranjat ca această organizație să trimită oameni din Bratislava să se întâlnească cu cei doi. Pollack a fost tulburat când a aflat care a fost probabil soarta părinților și fraților săi, care fuseseră deportați din Slovacia la Auschwitz în 1942.

### Întâlnirea cu Consiliul Evreiesc
Vrba și Wetzler au petrecut noaptea în Čadca, în casa unei rude a rabinului Leo Baeck⁠(d), înainte de a fi duși la Žilina cu trenul. Ei au fost întâmpinați la gară de Erwin Steiner, membru al Consiliului Evreiesc Slovac (sau Ústredňa Židov⁠(d)), și duși la Căminul de Bătrâni Evrei, unde își avea consiliul birourile. În zilele următoare, au fost prezentați lui Ibolya Steiner, care era căsătorită cu Erwin; inginerului și stenografului Oskar Krasniansky (care mai târziu și-a luat numele de Oskar Isaiah Karmiel); și, la 25 aprilie, președintelui consiliului, dr. Oskar Neumann⁠(d), avocat. Consiliul a putut confirma cine erau Vrba și Wetzler din listele sale de deportare. În memoriile sale, Wetzler a descris (folosind pseudonime) mai multe persoane care au participat la prima întâlnire: un avocat (probabil Neumann), un muncitor de fabrică, o „Madame Ibi” (Ibolya Steiner) care fusese funcționară într-o organizație progresistă de tineret, și corespondentul de la Praga al unui ziar elvețian. Neumann le-a spus că grupul aștepta de doi ani ca cineva să confirme zvonurile pe care le-au auzit ei despre Auschwitz. Wetzler a fost surprins de naivitatea întrebării: „Este atât de greu să ieși [de] acolo?” Jurnalistul a vrut să știe cum au reușit, dacă a fost atât de greu. Wetzler l-a simțit pe Vrba aplecându-se furios înainte ca să spună ceva, dar l-a prins de mână și Vrba s-a dat înapoi.
Wetzler l-a încurajat pe Vrba să înceapă să descrie condițiile de la Auschwitz. „Vrea să vorbească ca un martor”, a scris Wetlzer, „numai fapte, dar evenimentele teribile îl mătură ca un torent, le retrăiește cu nervii, cu fiecare por al corpului, și după o oră este complet epuizat.” Grupul, în special jurnalistul elvețian, părea să nu înțeleagă foarte bine. Jurnalistul s-a întrebat de ce nu a intervenit Crucea Roșie Internațională. „Cu cât [Vrba] relatează mai multe, cu atât devine mai furios și mai amărât”. Jurnalistul i-a cerut lui Vrba să le povestească despre „bestialitățile specifice ale SS-ului”. Vrba a răspuns: „E ca și cum ai vrea să-ți spun despre o zi anume când era apă în Dunăre”.
Vrba a descris rampa, selecția, Sonderkommando⁠(d) și organizarea internă a lagărelor; clădirea Auschwitz III⁠(d) și modul în care evreii erau folosiți ca sclavi  pentru Krupp, Siemens, IG Farben⁠(d) și DAW⁠(d); și camerele de gazare. Wetzler le-a dat datele din registrul central ascuns în tubul rămas și a descris numărul mare de morți în rândul prizonierilor de război sovietici, distrugerea lagărului familial ceh, experimentele medicale și numele medicilor implicați în ele. El a predat și eticheta de pe recipientul de Zyklon B. Fiecare cuvânt, scria el, „are efectul unei lovituri în cap”.
Neumann a spus că cei doi vor primi o mașină de scris dimineața, iar grupul se va întâlni din nou în trei zile. Auzind asta, Vrba a explodat: „Ce ușor îți e  să zici «în trei zile»! Dar acolo, sunt aruncați oameni în foc chiar în acest moment și în trei zile vor ucide mii de oameni. Fă ceva imediat!” Wetzler l-a tras de braț, dar Vrba a continuat, arătând spre fiecare: „Voi, voi, veți sfârși cu toții în gaz dacă nu se face ceva! Auzi?”

### Redactarea raportului
A doua zi, Vrba a început prin schițarea planului lagărelor Auschwitz I și II și a poziției rampei în raport cu lagărele. Raportul a fost rescris de mai multe ori pe parcursul a trei zile; conform lui Wetzler, în două dintre acele zile, el și Vrba au scris până în zori. Wetzler a scris prima parte, Vrba a treia și la a doua au lucrat împreună. Apoi au rescris-o de șase ori. Oskar Krasniansky l-a tradus din slovacă în germană în timp ce era scris, cu ajutorul lui Ibolya Steiner, care scria la mașină. Versiunea originală în slovacă s-a pierdut. Raportul în slovacă și, se pare, în germană, a fost finalizat până joi, 27 aprilie 1944.
Potrivit lui Kárný, raportul descrie lagărul „cu o acuratețe absolută”, inclusiv construcția sa, instalațiile, securitatea, sistemul de numărare a deținuților, categoriile de deținuți, regimul alimentar și cazarea, precum și gazările, împușcările și injecțiile. Oferă detalii cunoscute doar de deținuți, inclusiv că au fost completate formulare de descărcare pentru deținuții care au fost gazați, indicând faptul că ratele mortalității din lagăr erau falsificate activ. Deși prezentat de doi oameni, raportul era în mod clar produsul multor deținuți, inclusiv Sonderkommando care lucra în camerele de gazare. Conține schițe ale camerelor de gazare și afirmă că existau patru crematorii, fiecare dintre ele conținând o cameră de gazare și o cameră de incinerare. Raportul estima capacitatea totală a camerelor de gazare la 6.000 de oameni pe zi.
„Nefericitele victime sunt aduse în sală (B) unde li se cere să se dezbrace. Pentru a completa ficțiunea cum că urmează să se spele, fiecare persoană primea un prosop și o bucată mică de săpun de la doi oameni în halate albe. Apoi erau îngrămădiți în camera de gazare (C) atât de mult încât, desigur, nu se poate sta decât în picioare. Pentru a comprima această mulțime de oameni în spațiul îngust, se trage în aer la un capăt pentru a-i înghesui și mai mult.

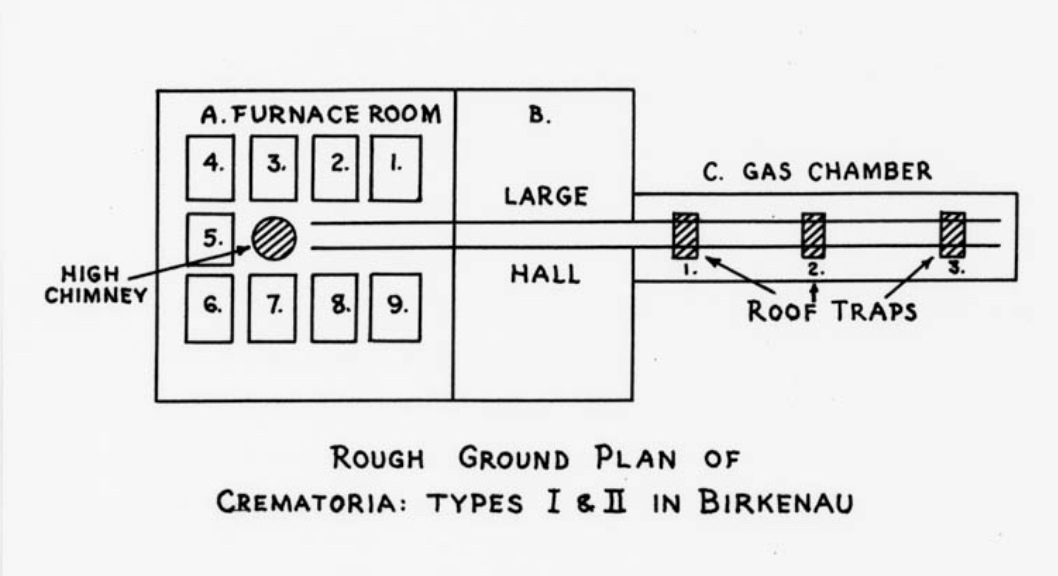
Amenajarea crematoriilor din Auschwitz II-Birkenau, raportul Vrba–Wetzler

Când toată lumea este înăuntru, ușile grele se închid. Urmează o scurtă pauză, probabil pentru a permite temperaturii din cameră să ajungă la o anumită valoare, după care oameni din SS cu măști de gaze se urcă pe acoperiș, deschid trapele și scutură un preparat sub formă de pulbere din cutii metalice cu eticheta «CYKLON» «A se folosi împotriva șobolanilor», fabricate de un concern din Hamburg. Se presupune că este un soi de amestec de «CIANURĂ» care se transformă în gaz la o anume temperatură. După trei minute, toți cei din cameră sunt morți.”
Într-o depoziție dată sub jurământ la procesul lui Adolf Eichmann în 1961, Vrba a spus că el și Wetzler au obținut informații despre camerele de gazare și despre crematorii de la Sonderkommando Filip Müller⁠(d) și de la colegii săi care lucrau acolo. Müller a confirmat acest lucru în Eyewitness Auschwitz (1979). Cercetătorul lagărului de la Auschwitz Robert Jan van Pelt⁠(d) a scris în 2002 că descrierea conține erori, dar că, având în vedere circumstanțele, inclusiv lipsa de pregătire a celor doi în domeniul arhitecturii, „ar fi fost suspect dacă nu ar fi fost mici erori”.

## Distribuirea și publicarea

### Evadarea lui Rosin și Mordowicz
Consiliul Evreiesc a găsit un apartament pentru Vrba și Wetzler în Liptovský Svätý Mikuláš, Slovacia, unde cei doi au ținut o copie a raportului Vrba–Wetzler, în slovacă, ascunsă în spatele unei icoane cu Fecioara Maria. Au făcut copii clandestine cu ajutorul unui prieten, Josef Weiss de la Oficiul pentru Prevenirea Bolilor Venerice din Bratislava, și le-au înmânat evreilor din Slovacia cu contacte în Ungaria, pentru traducere în maghiară.
Potrivit istoricului Zoltán Tibori Szabó, raportul a fost publicat pentru prima dată la Geneva în mai 1944, în limba germană, de Abraham Silberschein⁠(d) de la Congresul Mondial Evreiesc⁠(d) sub titlul Tatsachenbericht über Auschwitz und Birkenau, cu data 17 mai 1944. Florian Manoliu de la Legația României la Berna a dus raportul în Elveția și l-a înmânat lui George Mantello⁠(d), un om de afaceri evreu din Transilvania, care lucra ca prim-secretar al consulatului Republicii El Salvador la Geneva. Datorită lui Mantello, reportajul a primit, în presa elvețiană, prima acoperire largă.

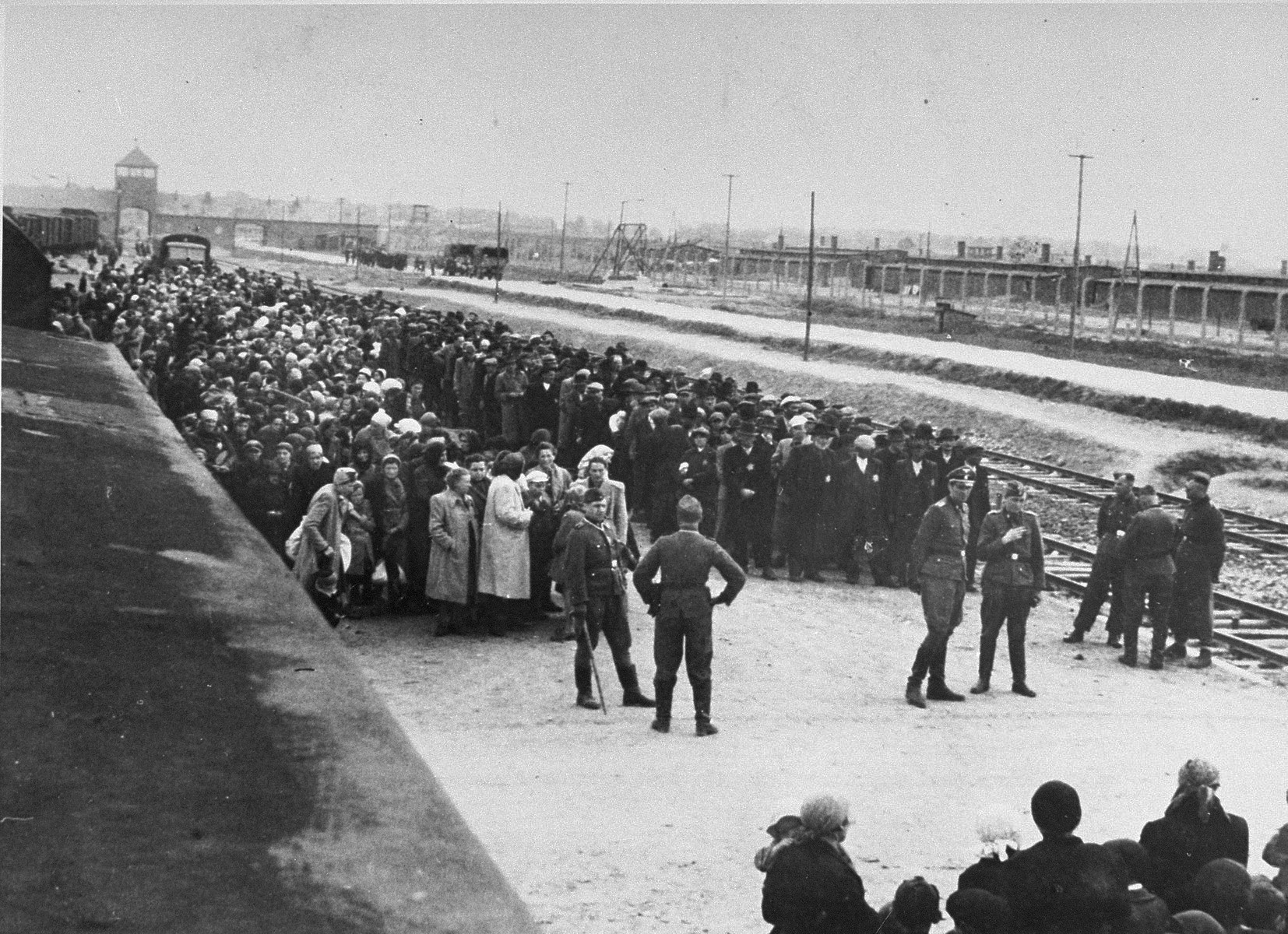
Evrei maghiari sosind la Auschwitz II-Birkenau, mai/iunie 1944

Arnošt Rosin (deținutul nr. 29858) și Czesław Mordowicz (deținutul nr. 84216) au evadat de la Auschwitz la 27 mai 1944 și au ajuns în Slovacia pe 6 iunie, ziua debarcării în Normandia. Auzind despre invazia Normandiei și crezând că războiul s-a terminat, s-au îmbătat pentru a sărbători, folosind dolari pe care i-au scos prin contrabandă din Auschwitz. Au fost arestați imediat pentru încălcarea legilor valutare și au petrecut opt zile în închisoare înainte ca Consiliul Evreiesc să le plătească amenzile.
Rosin și Mordowicz au fost intervievați, pe 17 iunie, de Oskar Krasniansky, inginerul care tradusese raportul Vrba–Wetzler în germană. Ei i-au spus că, între 15 și 27 mai 1944, 100.000 de evrei maghiari au ajuns la Auschwitz II-Birkenau și că cei mai mulți au fost omorâți la sosire. Vrba a concluzionat de aici că Consiliul Evreiesc Maghiar nu și-a informat comunitățile evreiești despre raportul Vrba–Wetzler. Raportul Rosin-Mordowicz, de șapte pagini a fost combinat cu raportul Vrba-Wetzler, care era mai lung, și cu un al treilea raport, cunoscut sub numele de raportul maiorului polonez (redactat de Jerzy Tabeau, care evadase de la Auschwitz în noiembrie 1943), în ceea ce s-a numit mai târziu Rapoarte despre Auschwitz.
Potrivit lui David Kranzler⁠(d), Mantello a cerut Ligii Studenților Maghiari din Elveția să facă 50 de copii mimeografiate ale raportului Vrba-Wetzler și ale celor două rapoarte mai scurte de la Auschwitz, pe care până la 23 iunie 1944 le distribuise guvernului elvețian și grupurilor evreiești. În jurul datei de 19 iunie, Richard Lichtheim de la Agenția Evreiască din Geneva, care primise de la Mantello o copie a raportului, a transmis prin telegraf Agenției Evreiești din Ierusalim că știe „ce s-a întâmplat și unde s-a întâmplat” și că 12.000 de evrei erau deportați zilnic de la Budapesta. El a relatat și informația de la Vrba și Wetzler conform căreia 90% dintre evreii care soseau la Auschwitz II erau uciși.
Studenții elvețieni au făcut mii de copii, care au fost transmise altor studenți și parlamentari. Cel puțin 383 de articole despre Auschwitz au apărut în presa elvețiană între 23 iunie și 11 iulie 1944. Potrivit lui Michael Fleming⁠(d), această cifră „depășește numărul de articole publicate despre Holocaust în timpul întregului război în The Times, Daily Telegraph, Manchester Guardian și în întreaga presă populară britanică”.

### Importanța datelor
Datele la care a fost distribuit raportul au devenit o chestiune de importanță în istoriografia Holocaustului. Potrivit lui Randolph L. Braham, liderii evrei au întârziat distribuirea raportului, temându-se să nu provoace panică. Braham se întreabă: „De ce liderii evreilor din Ungaria, Slovacia, Elveția și din alte părți nu au distribuit și publicat Rapoartele despre Auschwitz imediat după ce au primit copii la sfârșitul lunii aprilie sau la începutul lui mai 1944?” Vrba afirmă că din această cauză s-au pierdut vieți. El l-a acuzat în special pe Rudolf Kastner de la Comitetul de ajutor și salvare din Budapesta. Comitetul organizase trecerea în siguranță a evreilor în Ungaria înainte de invazia germană. Consiliul Evreiesc Slovac i-a înmânat lui Kastner raportul la sfârșitul lunii aprilie sau cel târziu până la 3 mai 1944.
Pastorul József Éliás, șeful Misiunii Bunului Păstor din Ungaria, a declarat că a primit raportul de la Géza Soós, membru al Mișcării de Independență a Ungariei, o grupare de rezistență. Yehuda Bauer⁠(d) crede că Kastner sau Ottó Komoly, liderul Comitetului de ajutor și salvare, i-au dat raportul lui Soós. Secretara lui Éliás, Mária Székely, l-a tradus în maghiară și a pregătit șase exemplare, care au fost transmise către oficialii statului maghiar și ai bisericilor, inclusiv către nora lui Miklós Horthy, contesa Ilona Edelsheim-Gyulai⁠(d). Braham scrie că această distribuire s-a desfășurat înainte de 15 mai.
Nu se cunosc motivele pentru care Kastner nu a mai difuzat raportul. Potrivit lui Braham, „liderii evreilor din Ungaria erau încă ocupați cu traducerea și duplicarea Rapoartelor în perioada 14–16 iunie și nu le-au distribuit decât abia în a doua jumătate a lunii iunie. În memoriile și declarațiile lor postbelice, [ei] au ignorat aproape complet Rapoartele.” Vrba a susținut până la sfârșitul vieții că Rudolf Kastner a reținut raportul pentru a nu pune în pericol negocierile dintre Comitetul de ajutor și salvare și Adolf Eichmann, ofițerul SS responsabil cu transportul evreilor din Ungaria. În timp ce raportul Vrba-Wetzler era în curs de redactare, Eichmann propusese Comitetului de la Budapesta ca SS să ofere până la un milion de evrei maghiari în schimbul a 10.000 de camioane și alte bunuri de la Aliații Occidentali. Propunerea nu s-a concretizat, dar Kastner a strâns donații pentru a plăti SS-ului plecarea din Budapesta spre Elveția a 1.600 de evrei cu ceea ce a devenit cunoscut sub numele de trenul lui Kastner⁠(d). În opinia lui Vrba, Kastner a suprimat raportul pentru a nu-i îndepărta pe cei de la SS.
Biologul maghiar George Klein⁠(d) a lucrat ca secretar la Consiliul Evreiesc Maghiar în strada Síp, Budapesta, când era adolescent. La sfârșitul lunii mai sau începutul lunii iunie 1944, șeful său, dr. Zoltán Kohn, i-a arătat o copie la indigo a raportului Vrba–Wetzler în limba maghiară și i-a spus că ar trebui să vorbească despre el numai rudelor și prietenilor apropiați. Klein îi auzise pe evrei menționând termenul Vernichtungslager (lagărul de exterminare), dar i se păruse un mit. „Am crezut imediat raportul pentru că avea sens”, a scris el în 2011. „ ... Limbajul sec, factual, aproape științific, datele, numerele, hărțile și logica narațiunii se reuneau într-o structură solidă și inexorabilă.” Klein i-a spus unchiului său, care l-a întrebat poate să creadă asemenea prostii: „probabil că eu și alții din clădirea din strada Síp ne-am pierdut mințile sub presiune”. La fel a fost și cu alte rude și prieteni: bărbații de vârstă mijlocie cu proprietăți și familie nu au crezut, în timp ce cei mai tineri au vrut să acționeze. În luna octombrie a acelui an, când i-a venit rândul lui Klein să se îmbarce într-un tren către Auschwitz, el a fugit.

### Știri despre raport
Detalii din raportul Vrba–Wetzler au început să apară și în alte mass-media. La 4 iunie 1944, New York Times a scris despre „uciderea cu sânge rece” a evreilor din Ungaria. Pe 16 iunie, Jewish Chronicle⁠(d) din Londra a publicat o poveste a lui Isaac Gruenbaum de la Agenția Evreiască din Ierusalim cu titlul „Lagăre ale morții cu bombe”; cu siguranță, autorul văzuse raportul Vrba–Wetzler. Tot pe 16 iunie, BBC World Service a relatat în Germania, în programul său pentru de la prânz pentru femei, uciderea în martie a taberei familiei cehe și a celui de al doilea grup de cehi, despre care în raportul Vrba-Wetzler scria că va fi ucis în jurul datei de 20 iunie. Emisiunea a făcut aluzie la raportul Vrba–Wetzler:
„La Londra, există un raport deosebit de exact despre crimele în masă de la Birkenau. Toți cei responsabili pentru această crimă în masă, de la cei care dau ordinele, la intermediari și la cei care le execută, vor fi trași la răspundere.”
O știre de 22 de rânduri de pe pagina cinci din New York Times, „Chechs report Massacre”, relata la 20 iunie că 7.000 de evrei au fost „târâți în camerele de gazare din notoriile lagăre de concentrare germane de la Birkenau și Oświęcim [Auschwitz]”. Walter Garrett, corespondentul elvețian al agenției britanice de presă Exchange Telegraph⁠(d), a trimis la Londra pe 24 iunie patru mesaje cu detalii din raportul primit de la George Mantello, inclusiv estimarea lui Vrba că 1.715.000 de evrei au fost uciși. Ca urmare a relatării sale, în următoarele 18 zile au apărut cel puțin 383 de articole despre Auschwitz, inclusiv un raport de 66 de pagini la Geneva, Les camps d'extermination.
La 26 iunie, Agenția Telegrafică Evreiască a relatat că 100.000 de evrei maghiari au fost executați în camerele de gazare din Auschwitz. BBC a repetat acest lucru în aceeași zi, dar a omis numele lagărului. A doua zi, ca urmare a informațiilor de la Walter Garrett, Manchester Guardian a publicat două articole. Primul spunea că evreii polonezi erau gazați la Auschwitz, iar cel de-al doilea: „informațiile conform cărora germanii extermină sistematic evreii din Ungaria au devenit în ultima vreme mai substanțiale”. Raportul menționa sosirea „multor mii de evrei ... la lagărul de concentrare de la Oswiecim”. La 28 iunie, ziarul a relatat că 100.000 de evrei din Ungaria au fost deportați în Polonia și gazați, dar fără a menționa Auschwitzul.
Daniel Brigham, corespondentul New York Times la Geneva, a publicat în 3 iulie o știre cu titlul „Ancheta confirmă lagărele naziste ale morții”, având subtitlul „1.715.000 de evrei despre care se spune că au fost omorâți de germani până la 15 aprilie”, iar pe 6 iulie o a doua, „Două lagăre ale morții, locuri ale ororilor; unități germane pentru uciderea în masă a evreilor descrise de elvețieni”. Potrivit lui Fleming, BBC Home Service⁠(d) a menționat Auschwitzul ca lagăr de exterminare pentru prima dată la 7 iulie 1944, spunând că peste „patru sute de mii de evrei maghiari [au fost] trimiși în lagărul de concentrare de la Oświęcim” și că cei mai mulți au fost uciși în camere de gazare; a adăugat că lagărul era cel mai mare lagăr de concentrare din Polonia și că au fost instalate în 1942 camere de gazare care puteau ucide 6.000 de oameni pe zi. Fleming scrie că această știre a fost ultima din cele nouă difuzate la ora 21:00.

### Întâlnirile cu Martilotti și Weissmandl

Lagărele de concentrare din Europa ocupată (Auschwitz încercuit), frontierele din 2007

La cererea Consiliului Evreiesc din Slovacia, Vrba și Czesław Mordowicz (unul dintre evadații din 27 mai), împreună cu Oskar Krasniasnky și un traducător, s-au întâlnit cu legatul elvețian al Vaticanului, monseniorul Mario Martilotti, la mănăstirea Svätý Jur, la 20 iunie 1944. Martilotti văzuse raportul și le-a pus celor doi întrebări despre el timp de cinci ore. Mordowicz a fost iritat de Vrba în timpul acestei întâlniri. Într-un interviu din anii 1990 cordat Muzeului Memorial al Holocaustului din Statele Unite, el a spus că Vrba, în vârstă de 19 ani la acea vreme, s-a comportat cinic și copilărește; la un moment dat părea să-și bată joc de felul în care Martilotti își tăia trabucul⁠(d). Mordowicz se temea că acest comportament ar putea face ca informațiile lor să pară mai puțin credibile. Pentru a păstra atenția lui Martilotti, el i-a spus că catolicii și preoții sunt uciși⁠(d) împreună cu evreii. Se pare că Martilotti a leșinat, strigând „Mein Gott! Mein Gott!” Cinci zile mai târziu, Papa Pius al XII-lea a trimis o telegramă în care făcea apel la Miklós Horthy.
Tot la cererea Consiliului Evreiesc, Vrba și Mordowicz l-au întâlnit pe Michael Dov Weissmandl⁠(d), un rabin ortodox și unul dintre liderii Grupului de Lucru de la Bratislava, la ieșiva lui din centrul Bratislavei. Vrba scrie că Weissmandl era în mod clar bine informat și că văzuse raportul Vrba–Wetzler. După cum a aflat Vrba după război, el văzuse și raportul maiorului polonez despre Auschwitz. Weissmandl a întrebat ce se putea face. Vrba a explicat: „Singurul lucru de făcut este să li se explice ... să nu se urce în trenuri ...”. El a propus și bombardarea liniilor de cale ferată care duceau către Birkenau. (Weissmandl sugerase deja acest lucru, la 16 mai 1944, într-un mesaj adresat Comitetului American de Salvare a Evreilor Ortodocși.) Vrba a scris că vizitarea lui Weissmandl la ieșiva sa i s-a părut ne-la locul ei, deoarece presupunea că locația se află sub protecția guvernului slovac și a germanilor. „Vizibilitatea vieții de ieșiva din centrul Bratislavei, la mai puțin de 240 km sud de Auschwitz, era în ochii mei un exemplu tipic de activitate inspirată de Goebbels .... Acolo, în fața ochilor lumii, elevii rabinului Weissmandel puteau studia regulile eticii evreiești în timp ce propriile lor surori și mame erau ucise și arse la Birkenau.”

### Oprirea deportărilor

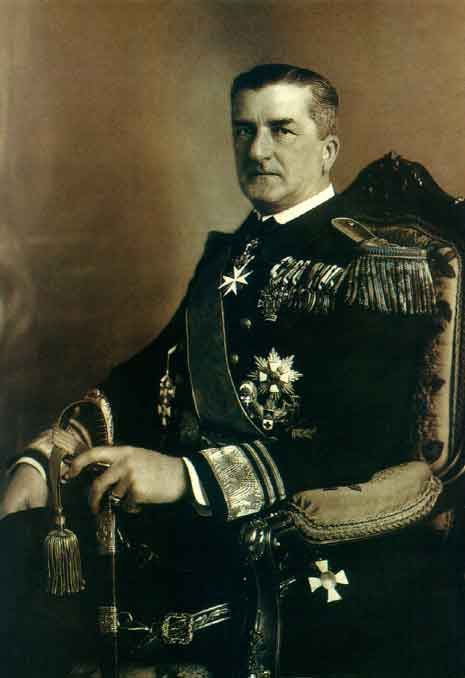
, Miklós Horthy, a ordonat încetarea deportărilor la.

Lui Horthy i s-au adresat mai multe apeluri, inclusiv de către guvernele spaniol, elvețian și turc, președintele Franklin D. Roosevelt, Gustaf al V-lea al Suediei, Comitetul Internațional al Crucii Roșii⁠(d) și, la 25 iunie 1944, de către Papa Pius al XII-lea. Telegrama Papei nu pomenea de evrei: „suntem rugați din diverse părți să facem tot ce ne stă în putere, pentru ca, în acest neam nobil și cavaleresc, suferințele, deja atât de grele, îndurate de un mare număr de nefericiți, din cauza naționalității sau rasei lor, să nu mai fie extinse și agravate.”
John Clifford Norton, un diplomat britanic din Berna, a transmis guvernului britanic pe 27 iunie propuneri de acțiune, între care bombardarea clădirilor guvernamentale din Budapesta. Pe 2 iulie, forțele americane și britanice au bombardat Budapesta, ucigând 500 de persoane și aruncând pliante care avertizează că cei responsabili pentru deportări vor fi trași la răspundere. Horthy a ordonat încetarea deportărilor în masă pe 6 iulie, „profund impresionat de succesele aliaților în Normandia”, potrivit lui Randolph Braham și dornic să-și exercite suveranitatea asupra germanilor în fața amenințărilor cu o lovitură de stat progermană. Potrivit lui Raul Hilberg, Horthy s-ar putea să fi fost îngrijorat și de informațiile transmise prin cablu de Aliații din Berna guvernelor lor, la cererea Comitetului de Ajutor și Salvare din Budapesta, informându-i despre deportări. Aceste comunicații au fost interceptate de guvernul maghiar, care se temea că membrii săi vor fi considerați responsabili pentru crime.

### Publicația Consiliului pentru Refugiați de Război
Raportul Vrba–Wetzler a fost larg mediatizat în Statele Unite și în alte părți, când, după mai multe luni de întârziere, John Pehle⁠(d) de la Consiliul pentru Refugiați de Război⁠(d) din SUA a emis un comunicat de presă de 25.000 de cuvinte la 25 noiembrie 1944, împreună cu versiunea completă a raportului și o prefață în care este evaluat ca fiind „complet credibil”. Intitulat Lagărele de exterminare de la Auschwitz (Oświęcim) și Birkenau din Silezia Superioară, ediția includea raportul Vrba–Wetzler de 33 de pagini; un raport de șase pagini de la Arnost Rosin și Czesław Mordowicz, care evadaseră de la Auschwitz la 27 mai 1944; și raportul maiorului polonez, de 19 pagini, scris în decembrie 1943 de evadatul polonez Jerzy Tabeau. Împreună, cele trei rapoarte au ajuns să fie cunoscute sub numele de Auschwitz Protocols (Rapoarte despre Auschwitz).
Washington Times Herald a spus despre comunicatul de presă că  este „prima ștampilă oficială americană de adevăr pentru nenumăratele relatări ale martorilor oculari despre masacrele în masă din Polonia”, în timp ce New York Herald Tribune a numit Rapoartele „cel mai șocant document emis vreodată” de către o agenție guvernamentală a Statelor Unite”. Pehle a transmis un exemplar revistei Yank⁠(d), o publicație a forțelor armate americane, dar povestea, redactată de sergentul Richard Paul, a fost respinsă ca fiind „prea semitică”; revista nu a vrut să o publice, spunea conducerea, din cauza „antisemitismului latent din Armată”. În iunie 1944, Pehle îl îndemnase pe John J. McCloy⁠(d), adjunctul secretarului de război al SUA, să bombardeze Auschwitzul, dar McCloy spusese că este „nepractic”. După publicarea Rapoartelor, a încercat din nou. McCloy a răspuns că lagărul nu poate fi atins de bombardierele ce porneau din Franța, Italia sau Regatul Unit, ceea ce însemna că bombardierele grele⁠(d) ar trebui să zboare până la Auschwitz, cale de 2.000 de mile, fără escortă. McCloy i-a spus: „Soluția pozitivă la această problemă este cea mai degrabă posibilă victorie asupra Germaniei”.

## După raport

### Activitățile în cadrul rezistenței
După ce au dictat raportul în aprilie 1944, Vrba și Wetzler au rămas în Liptovský Mikuláš timp de șase săptămâni și au continuat să facă și să distribuie copii ale raportului cu ajutorul unui prieten, Joseph Weiss. Weiss a lucrat pentru Oficiul pentru Prevenirea Bolilor Venerice din Bratislava și i-a lăsat să se facă copii la el în birou. Consiliul evreiesc i-a dat lui Vrba documente pe numele de Rudolf Vrba, care dovedeau că are strămoșii arieni de-a lungul a trei generații și l-a susținut financiar cu 200 de coroane slovace pe săptămână, echivalentul unui salariu mediu de muncitor; Vrba a scris că era „suficient să mă țină sub pământ în Bratislava”. La 29 august 1944, armata slovacă s-a răsculat împotriva naziștilor și a fost proclamată restabilirea Cehoslovaciei. Vrba s-a alăturat partizanilor slovaci⁠(d) în septembrie 1944 și a primit ulterior Medalia Cehoslovacă de Vitejie.
Auschwitzul a fost eliberat de Armata 60⁠(d) a Frontului 1 Ucrainean (parte a Armatei Roșii) la 27 ianuarie 1945; 1.200 de prizonieri au fost găsiți în lagărul principal și 5.800 în Birkenau. SS-ul încercase să distrugă dovezile, dar Armata Roșie a găsit ce mai rămăsese din patru crematorii, precum și 5.525 de perechi de pantofi de damă, 38.000 de perechi de pantofi bărbătești, 348.820 de costume pentru bărbați, 836.225 de articole de îmbrăcăminte pentru femei, un număr mare de covoare, ustensile, periuțe de dinți, ochelari de vedere și proteze dentare și șapte tone de păr.

### Căsătoria și educația
Interviu cu Rudolf Vrba (video),
New York, noiembrie 1978
În 1945, Vrba s-a reîntâlnit cu o prietenă din copilărie, Gerta Sidonová din Trnava. Amândoi doreau să studieze pentru a obține diplome, așa că au urmat cursuri organizate de Departamentul de Educație al Cehoslovaciei pentru cei care nu merseseră la școală din cauza naziștilor. S-au mutat după aceea la Praga, unde s-au căsătorit în 1947; Sidonová și-a luat numele de familie Vrbová, versiunea feminină a lui Vrba. A absolvit medicina, apoi a activat în cercetare. În 1949, Vrba a obținut o diplomă de inginer chimist de la Universitatea Tehnică Cehă din Praga, ceea ce i-a adus o bursă postuniversitară de la Ministerul Educației, iar în 1951 și-a luat doctoratul cu o teză intitulată „Despre metabolizarea acidului butiric”. Cuplul a avut două fiice: Helena (1952–1982) și Zuzana (n. 1954). Vrba a întreprins cercetări post-doctorale la Academia Cehoslovacă de Științe⁠(d), unde a primit titlul de C.Sc.⁠(d) în 1956. Din 1953 până în 1958 a lucrat la Școala de Medicină a Universității Caroline din Praga. Căsnicia lui a luat sfârșit cam în această perioadă.

### Plecarea în Israel, mutarea în Anglia
Divorțați, în Cehoslovacia condusă de un guvern socialist dominat de Uniunea Sovietică, Vrba și Vrbová au fugit⁠(d) amândoi, el în Israel și ea în Anglia cu copiii. Vrbová se îndrăgostise de un englez și a putut dezerta după ce a fost invitată la o conferință academică în Polonia. Neputând obține vize pentru copiii ei, s-a întors ilegal în Cehoslovacia și a trecut pe jos munții în Polonia împreună cu copiii. De acolo, au zburat în Danemarca cu documente falsificate, apoi la Londra.
În 1957, Vrba și-a dat seama, când a citit Soluția finală (1953) a lui Gerald Reitlinger⁠(d), că raportul Vrba–Wetzler fusese distribuit și că salvase vieți; auzise ceva despre aceasta în preajma anului 1951, dar cartea lui Reitlinger a fost prima confirmare. În anul următor, a primit o invitație la o conferință internațională în Israel și nu s-a mai întors. În următorii doi ani, a lucrat la Institutul de Știință Weizmann din Rehovot. Mai târziu, el a declarat că nu a mai putut să trăiască în Israel, deoarece aceiași oameni care, în opinia sa, trădaseră comunitatea evreiască din Ungaria se aflau acum în poziții de putere acolo. În 1960 s-a mutat în Anglia, unde a lucrat timp de doi ani la Unitatea de Cercetare Neuropsihiatrică din Carshalton⁠(d), Surrey, și șapte ani pentru Medical Research Council. A devenit cetățean britanic prin naturalizare⁠(d) la 4 august 1966.

## Mărturiile

### Procesul lui Adolf Eichmann
La 11 mai 1960, Adolf Eichmann a fost capturat de Mossad la Buenos Aires și dus la Ierusalim pentru a fi judecat⁠(d). (Avea să fie condamnat la moarte în decembrie 1961.) Vrba nu a fost chemat să depună mărturie pentru că se pare că procurorul general israelian dorea să facă economii de fonduri.  Deoarece Auschwitz era la știri, Vrba a contactat Daily Herald⁠(d) din Londra și unul dintre reporterii lor, Alan Bestic⁠(d), a scris povestea sa, care a fost publicată în cinci episoade de-a lungul unei săptămâni, începând cu 27 februarie 1961 cu titlul „Am avertizat lumea de crimele lui Eichmann”. În iulie 1961, Vrba a depus o declarație pe propria răspundere la Ambasada Israelului la Londra, în care afirmă că, în opinia sa, 2,5 milioane de oameni au fost uciși la Auschwitz, plus sau minus 10 la sută.

### Procesul lui Robert Mulka, publicarea cărții
Vrba a depus mărturie împotriva lui Robert Mulka⁠(d) de la SS la procesele de la Frankfurt legate de Auschwitz, spunând instanței că l-a văzut pe Mulka pe Judenrampe la Auschwitz-Birkenau. Instanța a constatat că Vrba „a lăsat o impresie excelentă și inteligentă” și a concluzionat că el ar fi fost deosebit de atent în acel moment, deoarece plănuia să evadeze. Judecătorii au conchis că Mulka a fost într-adevăr pe rampă și l-au condamnat la 14 ani de închisoare.
În urma articolelor din Herald, Bestic a contribuit la scrierea memoriilor lui Vrba, I Cannot Forgive (1963), publicat și sub titlul Factory of Death (1964). Stilul de scris al lui Bestic a fost criticat; Într-o recenzie a cărții, Mervyn Jones a scris în 1964 că are aroma „bucății suculente de la pagina 63”.  Erich Kulka a criticat cartea în 1985 pentru că a minimalizat rolul jucat de ceilalți trei evadați (Wetzler, Mordowicz și Rosin); Kulka nu a fost de acord cu Vrba nici în ceea ce privește criticile sale la adresa sioniștilor, a Consiliului Evreiesc Slovac și a primului președinte al Israelului. Cartea a fost publicată în germană (1964), franceză (1988), neerlandeză (1996), cehă (1998) și ebraică (1998). A fost republicat în engleză în 1989 cu titlul 44070: The Conspiracy of the Twentieth Century și în 2002 ca I Escaped from Auschwitz.

### Mutarea în Canada, interviul acordat lui Claude Lanzmann
Interviu cu Rudolf Vrba (video),
New York, noiembrie 1978
Vrba s-a mutat în Canada în 1967, unde a lucrat pentru Consiliul de Cercetare Medicală al Canadei⁠(d) din 1967 până în 1973, devenind cetățean canadian în 1972. Din 1973 până în 1975 a fost cercetător la Harvard Medical School, unde și-a cunoscut a doua soție, Robin Vrba, originară din Fall River, Massachusetts⁠(d). S-au căsătorit în 1975 și s-au întors la Vancouver, unde ea a devenit agent imobiliar, iar el profesor asociat de farmacologie la Universitatea Columbiei Britanice. A lucrat acolo până la începutul anilor 1990, publicând peste 50 de lucrări de cercetare în domeniul chimiei creierului, diabetului și cancerului.
Claude Lanzmann i-a luat un interviu lui Vrba în noiembrie 1978, în Central Park din New York, pentru documentarul de nouă ore și jumătate al lui Lanzmann despre Holocaust, Shoah⁠(d) (1985); interviul este disponibil pe site-ul Muzeului Memorial al Holocaustului din Statele Unite (USHHM). Filmul a avut premiera în octombrie 1985 la Cinema Studio din New York. Un citat din interviul lui Vrba este înscris pe o expoziție a USHMM:
„Constant, oameni din inima Europei dispăreau, și ajungeau toți în același loc, toți fără a ști de soarta transportului anterior. Eu știam ... că în câteva ore după ce ajungeau acolo, nouăzeci la sută aveau să fie gazați.”

### Procesul lui Ernst Zündel
Vrba a depus mărturie în ianuarie 1985, împreună cu Raul Hilberg, la procesul de șapte săptămâni de la Toronto al germanului negaționist al Holocaustului Ernst Zündel. Avocatul lui Zündel, Doug Christie⁠(d), a încercat să-l submineze Vrba (și pe alți trei supraviețuitori) solicitând descrieri din ce în ce mai detaliate, apoi prezentând orice discrepanță ca fiind semnificativă. Potrivit lui Lawrence Douglas⁠(d), când Vrba a spus că a văzut cadavrele arzând într-o groapă, Christie a întrebat cât de adâncă a fost groapa; când Vrba a descris un ofițer SS urcând pe acoperișul unei camere de gazare, Christie a întrebat despre înălțime și unghi. Când Vrba i-a spus lui Christie că nu este dispus să discute despre cartea sa decât dacă juriul a citit-o, judecătorul i-a reamintit să nu dea ordine.
Christie a susținut că cunoștințele lui Vrba despre camerele de gazare erau la mâna a doua. Conform depoziției lui Vrba pentru procesul lui Adolf Eichmann în 1961, el a obținut informații despre camerele de gazare de la Sonderkommando Filip Müller⁠(d) și de la alții care lucrau acolo, lucru pe care Müller l-a confirmat în 1979. Christie a întrebat dacă a văzut pe cineva gazat. Vrba a răspuns că a văzut oameni duși în clădiri și a văzut ofițeri SS aruncând în urma lor canistre cu gaz: „De aceea, am ajuns la concluzia că nu este o bucătărie sau o brutărie, ci este o cameră de gazare. Este posibil să fie încă acolo sau să existe un tunel și să fie acum în China. În caz contrar, au fost gazați.” Procesul s-a încheiat cu condamnarea lui Zündel pentru că a publicat cu bună știință materiale false despre Holocaust. În R v Zundel⁠(d) (1992), Curtea Supremă a Canadei⁠(d) a admis recursul lui Zundel pe motive de libertate de exprimare.

### Întâlnirea cu George Klein

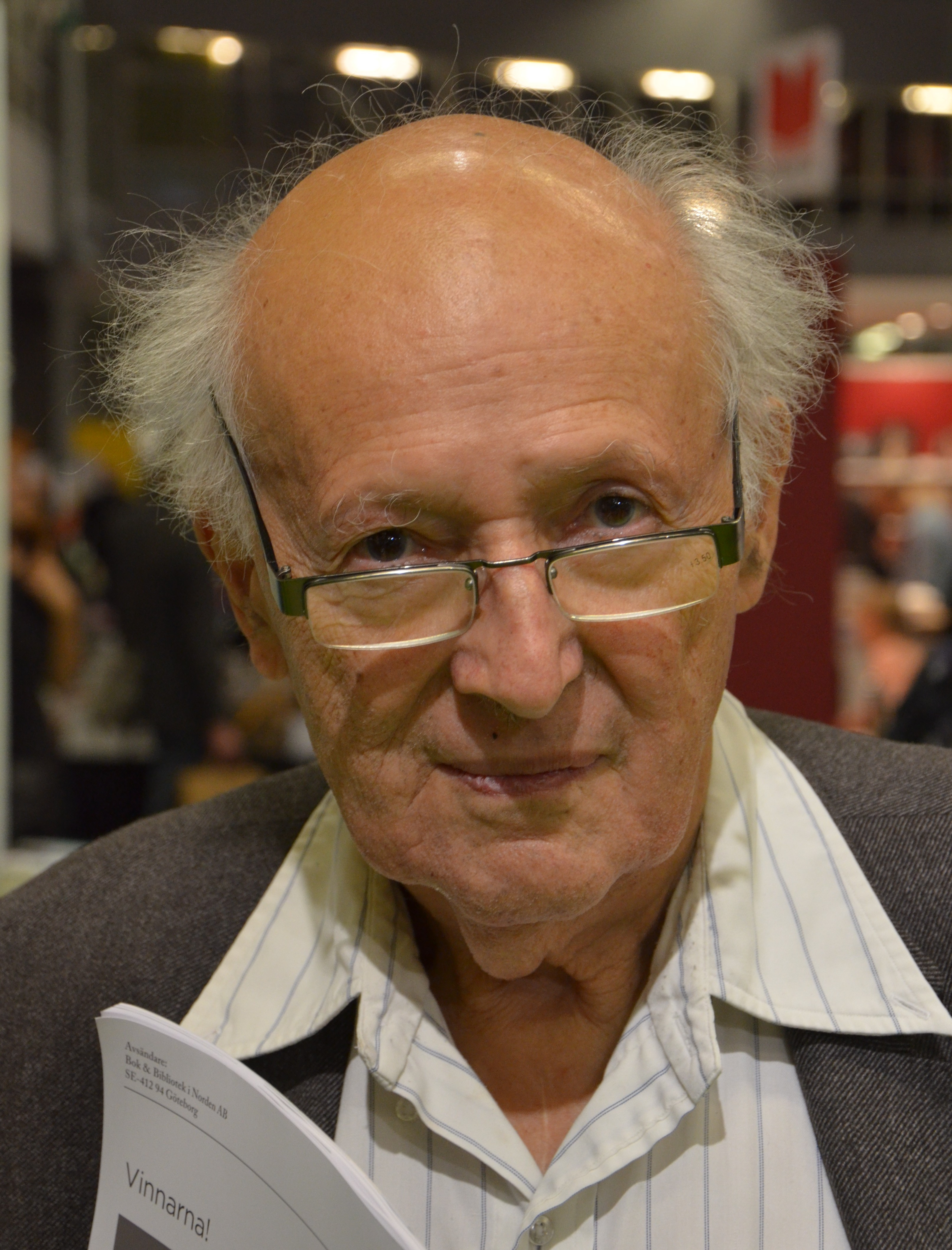
George Klein

În 1987, biochimistul suedez de origine maghiară George Klein a călătorit la Vancouver să îi mulțumească lui Vrba; el citise raportul Vrba–Wetzler în 1944 când era adolescent la Budapesta și a scăpat datorit lui. El a scris despre acea întâlnire într-un eseu intitulat „Frica supremă a călătorului întors din Infern”, pentru cartea sa Pietà (1992). Specialista engleză Elana Gomel scria în 2003 că frica supremă a călătorului era că văzuse Infernul dar că nimeni nu îl va crede; în acest caz, călătorul știe ceva ce „nu poate fi exprimat în niciun limbaj uman”.
În ciuda importantei influențe pe care a avut-o Vrba asupra vieții lui Klein, prima oară când acesta din urmă l-a văzut pe Vrba a fost cu ocazia interviului din Shoah⁠(d) din 1985. El nu a fost de acord cu acuzațiile lui Vrba la adresa lui Kastner; Klein îl văzuse pe Kastner lucrând la birourile Consiliului Evreiesc de la Budapesta, unde Klein lucrase ca secretar, și îl considera pe Kastner un erou. El i-a spus lui Vrba cum el însuși încercase, în primăvara lui 1944, să-i convingă și pe alții de la Budapesta de veridicitatea raportului Vrba–Wetzler, dar că nimeni nu îl crezuse, ceea ce l-a făcut să încline spre opinia că Vrba greșea când susținea că evreii ar fi acționat dacă ar fi știut de lagărele de exterminare. Vrba a spus că experiența lui Klein îi ilustrează ideea: distribuirea prin canale informale a făcut ca raportul să își piardă autoritatea.

Klein l-a întrebat pe Vrba cum poate să funcționeze în atmosfera plăcută, provincială, a Universității Columbiei Britanice, unde nimeni nu avea nicio idee despre prin ce a trecut el. Vrba i-a spus despre un coleg care l-a văzut în filmul lui Lanzmann și l-a întrebat dacă ceea ce a discutat în film este adevărat. Vrba a răspuns: „Nu știu. Eram doar un actor care își recita replicile.” „Ce ciudat”, a răspuns colegul. „Nu știam că ești actor. De ce au spus că filmul a fost făcut fără actori?" Klein scria:
„Abia acum am înțeles că acela era același om care a stat tăcut și nemișcat timp de trei zile în grămada de lemne în timp ce Auschwitzul era la alertă maximă, la doar câțiva metri de SS-iști înarmați și de câinii lor care cercetau zona cu atâta rigurozitate. Dacă el a putut face asta, atunci cu siguranță putea să poarte masca unui profesor universitar și să poarte conversații cotidiene cu colegii din Vancouver, Canada, acel paradis pe Pământ pe care propriii cetățeni nu îl apreciază niciodată pe deplin, un popor lipsit de cea mai elementară noțiune despre planeta Auschwitz.”

### Moartea
Colegul de evadare al lui Vrba, Alfréd Wetzler, a murit la Bratislava, Cehoslovacia, la 8 februarie 1988. Wetzler a fost autorul cărții Escape From Hell: The True Story of the Auschwitz Protocol (2007), publicată pentru prima dată sub numele de Čo Dante nevidel (lit. „Ce nu a văzut Dante”, 1963) sub pseudonimul Jozef Lánik.
Vrba a murit de cancer, la vârsta de 81 de ani, pe 27 martie 2006, la spitalul din Vancouver. I-a supraviețuit prima sa soție, Gerta Vrbová; a doua soție, Robin Vrba; fiica sa, Zuza Vrbová Jackson; și nepoții săi, Hannah și Jan. Fiica sa mai mare, dr. Helena Vrbová, murise deja înaintea lui, în 1982, în Papua Noua Guinee în timpul unui proiect de cercetare a malariei. Robin Vrba a dăruit documentele lui Vrba Bibliotecii și Muzeului Prezidențial Franklin D. Roosevelt⁠(d) din New York.

## Imaginea lui Vrba

### Documentare, cărți, marșul anual

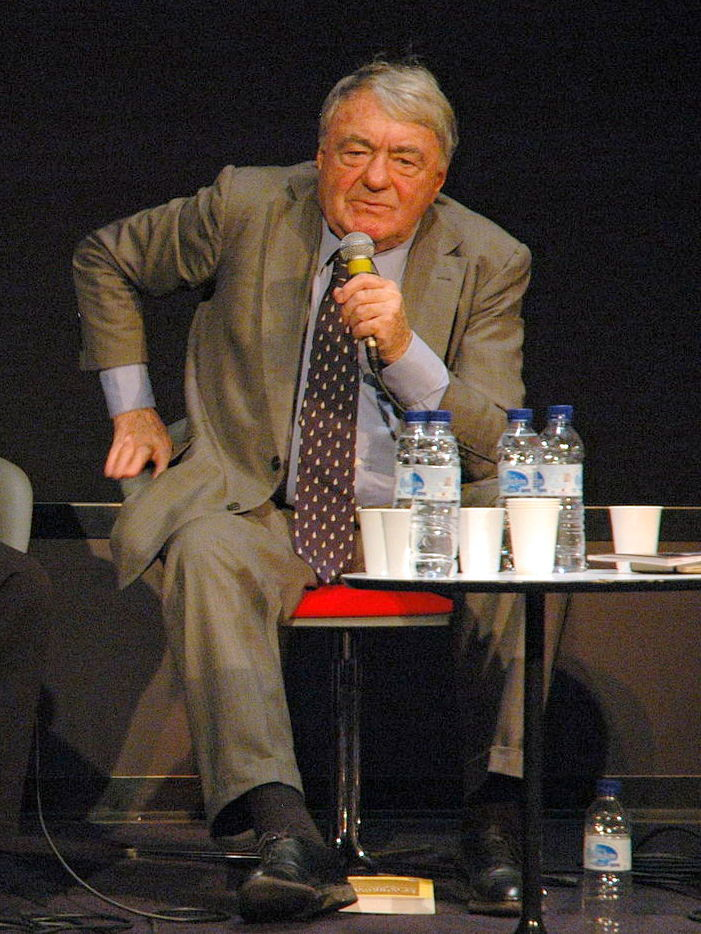
Claude Lanzmann i-a luat un interviu lui Vrba în 1978 pentru documentarul Shoah (1985)

Povestea lui Vrba a fost relatată în mai multe documentare, între care Genocide (1973), regizat de Michael Darlow⁠(d) pentru ITV în Marea Britanie; Auschwitz and the Allies (1982), regizat de Rex Bloomstein și Martin Gilbert⁠(d) pentru BBC; și Shoah⁠(d) al lui Claude Lanzmann. Vrba a apărut și în Witness to Auschwitz (1990), regizat de Robin Taylor pentru CBC în Canada; Auschwitz: The Great Escape (2007) pentru Channel Five din Regatul Unit; și Escape From Auschwitz (2008) pentru PBS în Statele Unite. George Klein, biologul maghiaro-suedez care a citit raportul Vrba–Wetzler la Budapesta în adolescență și care a fugit în loc să se urce într-un tren către Auschwitz, a scris despre Vrba în cartea sa Pietà⁠(d) (MIT Press, 1992).
În 2001, Mary Robinson, pe atunci înalt comisar al Națiunilor Unite pentru drepturile omului, și Václav Havel, pe atunci președintele Republicii Cehe, au înființat „Premiul Rudy Vrba” pentru filme din categoria „dreptul de a ști” despre eroi anonimi. În 2014, Memorialul Vrba–Weztler a început să organizeze un marș anual de cinci zile pe 130 km de la secțiunea „Mexic” din Auschwitz, unde bărbații s-au ascuns timp de trei zile, până la Žilina, Slovacia, urmând traseul pe care l-au parcurs aceștia. În ianuarie 2020, un film PBS intitulat Secrets of the Dead: Bombing Auschwitz a prezentat o reconstituire a evadării lui Vrba, cu David Moorst în rolul Vrba și Michael Fox⁠(d) în rolul lui Wetzler.

### Bursa de studii
Locul lui Vrba în istoriografia Holocaustului a fost punctul central al cărții Escaping Auschwitz: A Culture of Forgetting de Ruth Linn⁠(d) (Cornell University Press, 2004). Institutul Rosenthal pentru Studiul Holocaustului de la Universitatea Municipală din New York a organizat o conferință academică în aprilie 2011 pentru a discuta despre raportul Vrba–Wetzler și alte rapoarte despre Auschwitz, conferință în urma căreia a fost compilată cartea The Auschwitz Reports and the Holocaust in Hungary (Columbia University Press, 2011), editat de Randolph L. Braham și William vanden Heuvel⁠(d). În 2014, istoricul britanic Michael Fleming⁠(d) a reevaluat impactul raportului Vrba–Wetzler în Auschwitz, the Allies and Censorship of the Holocaust (Cambridge University Press, 2014).

### Distincții
Universitatea din Haifa⁠(d) i-a  acordat lui Vrba titlul de doctor honoris causa în 1998 la propunerea lui Ruth Linn, cu sprijinul lui Yehuda Bauer⁠(d).

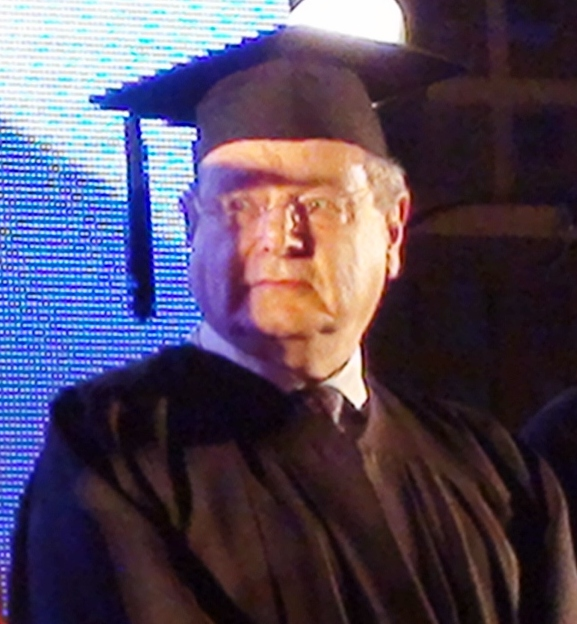
Martin Gilbert

Pentru că a luptat în timpul Revoltei Naționale Slovace, Vrba a primit Medalia Cehoslovacă pentru Vitejie, Ordinul Insurecției Naționale Slovace (Clasa 2) și Medalia de Onoare a Partizanilor Cehoslovaci.
În 2007 a fost distins cu Ordinul Dublei Cruci Albe, clasa I, de către guvernul slovac.
Istoricul britanic Martin Gilbert⁠(d) a susținut, fără succes, în 1992, o campanie pentru ca Vrba să primească Ordinul Canadei⁠(d). Campania a fost susținută de  Irwin Cotler⁠(d), fostul procuror general al Canadei, care la acea vreme era profesor de drept la Universitatea McGill. La fel, Bauer a propus fără succes ca lui Vrba să i se acorde un doctorat onorific din partea Universității Ebraice.

## Dispute

### Despre evreii maghiari
Vrba a declarat că avertizarea comunității maghiare a fost unul dintre motivele evadării sale. Declarația sa în acest sens a fost publicată pentru prima dată pe 27 februarie 1961, în prima ediție a unei serii de cinci articole despre Vrba scrise de jurnalistul Alan Bestic⁠(d), pentru Daily Herald⁠(d) din Anglia. În al doilea articol, apărut a doua zi, Vrba relata că a auzit ofițeri SS spunând că așteaptă cu nerăbdare „salamul unguresc”, o referire la proviziile pe care era probabil că le vor avea evreii maghiari. Vrba a spus că în ianuarie 1944 un kapo îi spusese că germanii construiau o nouă linie de cale ferată pentru a-i aduce pe evreii din Ungaria direct la Auschwitz II.
Istoricul ceh Miroslav Kárný⁠(d) a remarcat că nu există nicio mențiune despre evreii maghiari în raportul Vrba–Wetzler. Randolph L. Braham a pus și el la îndoială amintirile ulterioare ale lui Vrba. Raportul Vrba-Wetzler spunea doar despre evreii greci că erau așteptați: „când am plecat pe 7 aprilie 1944 am auzit că erau așteptate convoaie mari de evrei greci." În el scria și: „acum se lucrează la un complex și mai mare, care urmează să fie adăugat mai târziu la lagărul deja existent. Scopul acestei planificări extinse nu ne este cunoscut.”
În 1946, dr. Oskar Neumann⁠(d), șeful Consiliului Evreiesc din Slovacia, ale cărui interviuri cu Vrba și Wetzler din aprilie 1944 au contribuit la formarea raportului Vrba–Wetzler, a scris în memoriile sale Im Schatten des Todes (publicate în 1956) că cei doi îi menționaseră în timpul interviurilor remarca despre salamul unguresc: „Acești oameni au povestit și că recent a fost inițiată o activitate enormă de construcție în lagăr și, foarte recent, cei de la SS vorbeau adesea că așteaptă cu nerăbdare sosirea salamului unguresc”. Vrba a scris că versiunea originală slovacă a raportului Vrba–Wetzler, din care o parte a scris-o de mână, s-ar putea să se fi referit la iminentele deportări maghiare. Acea versiune a raportului nu s-a păstrat; traducerea germană a fost cea care a fost copiată. Vrba a susținut cu fermitate că includesese și deportările din Ungaria, a scris el, dar și-a amintit și că Oskar Krasniansky, care a tradus raportul în germană, a spus că ar trebui înregistrate numai decesele reale, nu speculațiile. Nu-și putea aminti ce argument a prevalat. Memoriile lui Alfred Wetzler, Escape from Hell (2007), mai spun că el și Vrba au povestit Consiliului Evreiesc din Slovacia despre noua rampă, despre așteptarea a jumătate de milion de evrei maghiari și despre mențiunea salamului unguresc. 

### Procurorul General v.Gruenwald
Tot restul vieții, lui Vrba i-a părut rău că raportul Vrba–Wetzler nu fusese distribuit pe scară suficient de largă înainte de iunie–iulie 1944, în săptămânile de după evadarea sa din aprilie. Între 15 mai și 7 iulie 1944, 437.000 de evrei din Ungaria fuseseră deportați la Auschwitz, și majoritatea fuseseră uciși imediat după sosire. În opinia lui, cei deportați s-au urcat în trenuri crezând că sunt trimiși într-un fel de rezervație pentru evrei.

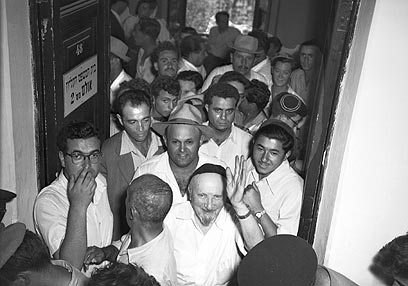
(în față, făcând cu mâna), ,)

Susținând că deportații s-ar fi luptat sau ar fi fugit dacă ar fi știut adevărul, sau cel puțin că panica ar fi încetinit transporturile, Vrba a susținut că Rudolf Kastner de la Comitetul de Ajutor și Salvare din Budapesta (care deținea o copie a raportului Vrba-Wetzler de la Budapesta cel târziu la 3 mai 1944) ar fi reținut raportul pentru a evita periclitarea negocierilor complexe și în mare parte zadarnice cu Adolf Eichmann și alți ofițeri SS al căror scop era schimbul evreilor pe bani și bunuri.  Luând parte la aceste negocieri, a argumentat Vrba, SS-ul pur și simplu a liniștit conducerea evreiască pentru a evita rebeliunea în cadrul comunității.
În I Cannot Forgive (1963), Vrba a atras atenția asupra procesului din 1954 de la Ierusalim al lui Malchiel Gruenwald⁠(d), un evreu originar din Ungaria care trăia în Israel. În 1952, Gruenwald l-a acuzat pe Rudolf Kastner, care devenise funcționar public în Israel, că a colaborat cu SS pentru a putea scăpa din Ungaria împreună cu câteva persoane apropiate, inclusiv cu familia sa. Kastner mituise SS-ul pentru a lăsa peste 1.600 de evrei să părăsească Ungaria spre Elveția cu trenul Kastner⁠(d) în iunie 1944 și depusese mărturie în favoarea unor ofițeri SS, inclusiv a lui Kurt Becher, la procesele de la Nürnberg.
Vrba era de acord cu criticile aduse de Gruenwald lui Kastner. În cazul Procurorului General al Guvernului Israelului contra⁠(d) Malchiel Gruenwald⁠(d), guvernul israelian l-a dat în judecată pe Gruenwald pentru calomnie în numele lui Kastner. În iunie 1955, judecătorul Benjamin Halevi⁠(d) a decis în mare parte în favoarea lui Gruenwald, concluzionând că Kastner „și-a vândut sufletul diavolului”. „Mase de evrei din ghetouri s-au urcat în trenurile de deportare într-o supunere totală”, scria Halevi, „neștiind destinația reală și având încredere în declarația falsă că ar fi transferați în lagărele de muncă din Ungaria”. Trenul Kastner fusese o mită, spunea judecătorul, iar protecția anumitor evrei a fost „o parte inseparabilă a manevrelor din „războiul psihologic” de distrugere a evreilor”. Kastner a fost asasinat la Tel Aviv în martie 1957; verdictul a fost parțial anulat de Curtea Supremă a Israelului⁠(d) în 1958.
Pe lângă acuzarea lui Kastner și a Comitetului de Ajutor și Salvare maghiar de nedistribuirea raportului Vrba–Wetzler, Vrba a criticat și Consiliul Evreiesc Slovac⁠(d) pentru că nu a opus rezistență față de deportarea evreilor din Slovacia în 1942. El a susținut că, atunci când a fost deportat din Slovacia la lagărul de concentrare Majdanek din Polonia în luna iunie a acelui an, Consiliul Evreiesc știa că evreii sunt uciși în Polonia, dar nu a făcut nimic pentru a avertiza comunitatea și chiar a ajutat prin întocmirea listelor de nume. El i-a făcut "quislingi⁠(d)" pe liderii evrei din Slovacia și Ungaria, arătând că aceștia au fost esențiali pentru derularea fără probleme a deportărilor: „crearea de Quislingi, voluntari sau altminteri, a fost, de fapt, o importantă caracteristică a politicii naziste” în fiecare țară ocupată, după opinia sa.
Istoricul israelian Yehuda Bauer⁠(d) a susținut că, deși Consiliul știa că a fi trimis în Polonia însemna un pericol grav pentru evrei, în acel stadiu ei nu știau despre soluția finală. Este adevărat, scria Bauer, că membrii Consiliului Evreiesc, sub Karol Hochberg⁠(d), șeful „departamentului pentru sarcini speciale” al consiliului, a colaborat cu SS, oferind asistență de secretariat și tehnică pentru întocmirea listelor evreilor care urmau să fie deportați (liste furnizate de guvernul slovac). Dar alți membri ai Consiliului Evreiesc i-au avertizat pe evrei să fugă și mai târziu au format o rezistență, Grupul de Lucru⁠(d), care în decembrie 1943 a preluat Consiliul Evreiesc, avându-l ca lider pe Oskar Neumann⁠(d) (avocatul care a ajutat la organizarea raportului Vrba-Wetzler). Vrba nu a acceptat distincțiile făcute de Bauer.

### Reacții

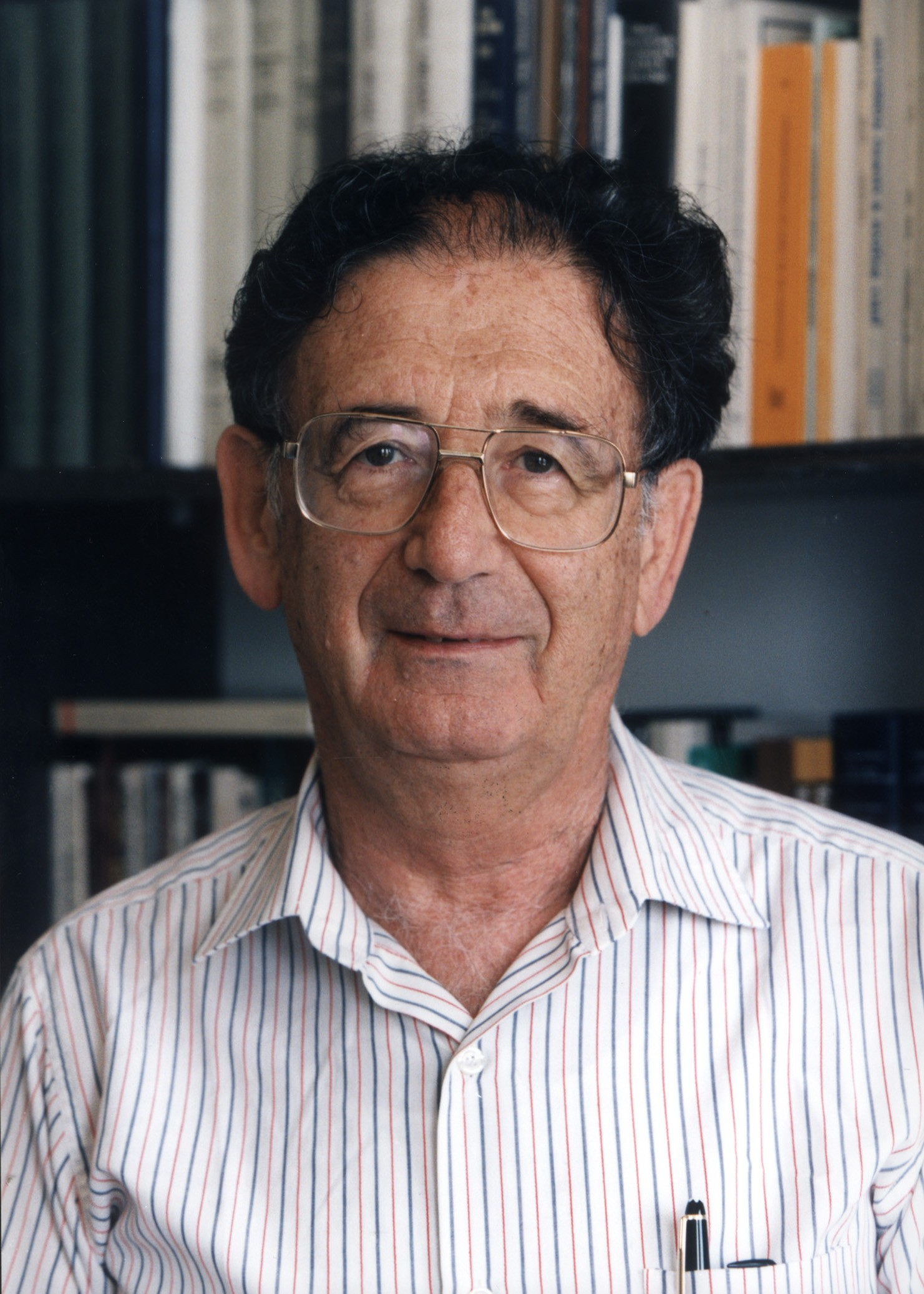

Poziția lui Vrba conform căreia conducerile evreilor din Ungaria și Slovacia și-au trădat comunitățile a fost susținută de istoricul anglo-canadian John S. Conway, un coleg de-al său de la Universitatea Columbiei Britanice, care din 1979 a scris o serie de lucrări în apărarea opiniilor lui Vrba. În 1996, Vrba a repetat acuzațiile într-un articol intitulat „Die mißachtete Warnung: Betrachtungen über den Auschwitz-Bericht von 1944” („Avertismentul ignorat: Considerații ale unui raport de la Auschwitz din 1944”) în Vierteljahrshefte für Zeitgeschichte⁠(d), la care istoricul israelian Yehuda Bauer⁠(d) a răspuns în 1997 în aceeași revistă. Bauer i-a răspuns și lui Conway în 2006.
În opinia lui Bauer, „atacurile sălbatice ale lui Vrba asupra lui Kastner și asupra mișcărilor subterane slovace sunt toate anistorice și pur și simplu greșite de la început”, deși a recunoscut că mulți supraviețuitori împărtășesc punctul de vedere al lui Vrba. În momentul când a fost pregătit raportul Vrba-Wetzler, argumenta Bauer, era prea târziu pentru ca ceva să mai modifice planurile de deportare ale naziștilor. Bauer și-a exprimat opinia că evreii maghiari știau despre uciderile în masă din Polonia chiar dacă nu cunoșteau detaliile; iar dacă ar fi văzut raportul Vrba–Wetzler, oricum ar fi fost obligați să urce în trenuri. Ca răspuns, Vrba a susținut că Bauer este unul dintre istoricii israelieni care, în apărarea establishmentului israelian, minimaliza locul lui Vrba în istoriografia Holocaustului.
Istoricul britanic Michael Fleming⁠(d) a adus în 2014 argumente împotriva opiniei că evreii maghiari ar fi avut suficient acces la informații. După invazia germană a Ungariei în martie 1944, Executivul de Război Politic⁠(d) al guvernului britanic (PWE) a ordonat Serviciului Maghiar al BBC⁠(d) să transmită avertismentele Aliaților către guvernul ungar că „persecuția rasială va fi privită ca o crimă de război”. Cu toate acestea, la 13 aprilie, PWE hotărâse să nu difuzeze avertismente direct către evreii maghiari, pe motiv că ar „provoca panică inutilă” și că „în orice caz ei probabil sunt destul de bine informați cu privire la măsurile care pot fi luate împotriva lor.” Fleming scrie că aceasta a fost o greșeală: germanii au păcălit comunitatea evreiască să creadă că sunt trimiși în Polonia la muncă. Prima mențiune despre lagărele de exterminare în directivele PWE către serviciul maghiar al BBC a venit abia pe 8 iunie 1944.

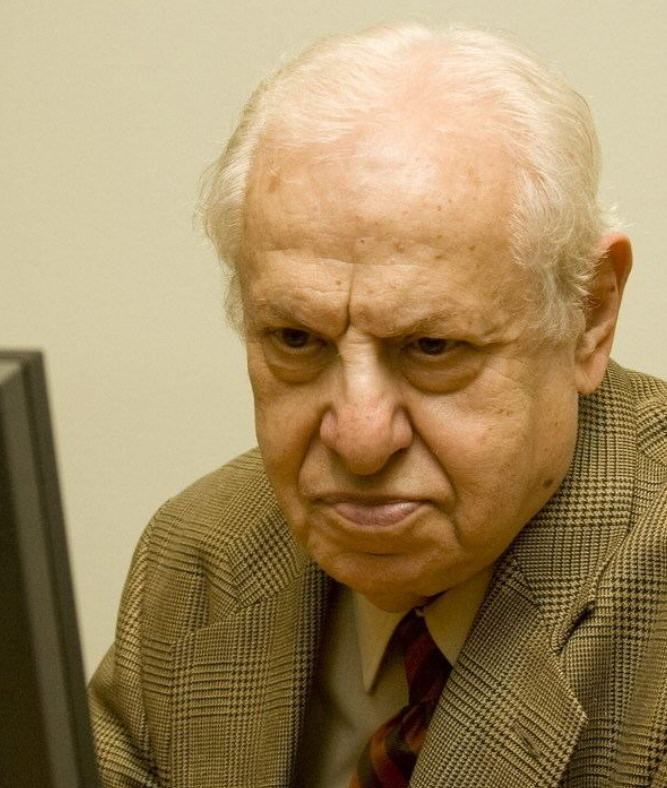
Randolph L. Braham

Randolph L. Braham, specialist în Holocaustul din Ungaria⁠(d), a fost de acord că liderii evrei maghiari nu au informat comunitățile evreiești și nu au luat „vreo măsură de precauție semnificativă” pentru a face față consecințelor unei invazii germane. El a numit aceasta „una dintre marile tragedii ale epocii”. Cu toate acestea, rămâne adevărat, a susținut el, că până la momentul în care raportul Vrba-Wetzler a fost disponibil, evreii din Ungaria erau într-o stare de neputință: „marcați, izolați ermetic și expropriați”. În nord-estul Ungariei și Carpato-Rutenia, femeile, copiii și bătrânii trăiau în ghetouri aglomerate, în condiții insalubre și cu puțină hrană, în timp ce bărbații mai tineri erau în serviciul militar în Serbia și Ucraina. Nu ar fi putut face nimic pentru a rezista, a scris el, chiar dacă ar fi știut despre raport. 
Vrba a fost criticat în 2001 într-o colecție de articole în ebraică, Leadership under Duress: The Working Group in Slovakia, 1942–1944, de către un grup de activiști și istorici israelieni, inclusiv Bauer, care aveau legături cu comunitatea slovacă. Introducerea, scrisă de un supraviețuitor, se referă la „grupul de batjocoritori, pseudo-istorici și istorici” care susțin că Grupul de lucru din Bratislava ar fi colaborat cu SS, o acuzație „fără temei” care ignoră constrângerile sub care trăiau evreii din Slovacia și Ungaria. Vrba (denumit „Peter Vrba”) este descris drept „capul acestor batjocoritori”, deși introducerea arată clar că eroismul său este „dincolo de orice îndoială”. Se concluzionează: „Noi, urmașii din Cehoslovacia, care am trăit personal [războiul] nu putem rămâne tăcuți în fața acestor acuzații false”.

### Locul lui Vrba în istoriografia Holocaustului
În opinia lui Vrba, istoricii israelieni au încercat să-i ștergă numele din istoriografia Holocaustului din cauza părerilor sale despre Kastner și Consiliile Evreiești din Ungaria și Slovacia, dintre care unele persoane au ocupat mai târziu poziții importante în statul israelian. Când Ruth Linn⁠(d) a încercat pentru prima dată să-l viziteze pe Vrba în Columbia Britanică, el practic „a alungat-o din biroul său”, conform lui Uri Dromi din Haaretz, spunând că nu-l interesează „statul vostru de Judenraturi și Kastneri”.
Linn a scris în cartea ei despre Vrba, Escaping Auschwitz: A Culture of Forgetting (2004), că numele lui Vrba și Wetzler au fost omise din manualele în ebraică sau contribuția lor a fost minimizată: istoriile standard se referă la evadarea a „doi tineri evrei slovaci”, „doi bărbați” sau „doi tineri” și îi reprezintă drept emisari ai organizațiilor clandestinule poloneze la Auschwitz. Dr. Oskar Neumann de la Consiliul Evreiesc Slovac s-a referit la ei în memoriile sale drept „acești oameni”; Oskar Krasniansky, care a tradus raportul Vrba–Wetzler în germană, i-a menționat doar ca „doi tineri” în depoziția sa pentru procesul lui Adolf Eichmann⁠(d) în 1961. De asemenea, a existat o tendință de a se face referire la raportul Vrba–Wetzler ca Auschwitz Protocols (Rapoarte despre Auschwitz, care este o combinație a rapoartelor Vrba–Wetzler și a altor două rapoarte. Ediția din 1990 a Enciclopediei Holocaustului⁠(d), publicată de Yad Vashem în Israel, a dat numele lui Vrba și al lui Wetzler, dar în ediția din 2001 ei sunt „doi prizonieri evrei”.
Memoriile lui Vrba au fost traduse în ebraică abia în 1998, la 35 de ani de la publicarea lor în engleză. În acel an, nu exista o versiune în engleză sau ebraică a raportului Vrba–Wetzler la Yad Vashem, Autoritatea de Comemorare a Martirilor și Eroilor Holocaustului din Ierusalim, o problemă pe care muzeul a pus-o pe seama lipsei de finanțare. A existat o traducere în limba maghiară, dar ea nu consemna numele autorilor săi și, scria Linn, putea fi găsită doar într-un dosar care se ocupa de Rudolf Kastner. Linn însăși, născută și crescută în Israel și educată la prestigioasa școală ebraică Reali⁠(d), a aflat pentru prima dată despre Vrba când a vizionat filmul lui Claude Lanzmann Shoah⁠(d) (1985). În 1998, ea a chestionat 594 de studenți de la Universitatea din Haifa, fie studenți în anul trei, fie studenți din primul an la ciclul de licență; 98 la sută au spus că nimeni nu a scăpat vreodată de la Auschwitz, iar restul nu știau numele evadaților. Această nerecunoaștere a lui Vrba a făcut jocul negaționiștilor Holocaustului, care au încercat să-i submineze mărturia despre camerele de gazare.
În 2005, Uri Dromi de la Institutul pentru Democrație din Israel⁠(d) a răspuns că existau cel puțin patru cărți israeliene despre Holocaust care îl menționează pe Vrba și că mărturia lui Wetzler este relatată pe larg în Hurban yahadut Slovakia („Distrugerea evreilor slovaci”) de Livia Rothkirchen⁠(d), publicată de Yad Vashem în 1961.

## Lucrări alese

### Holocaust
- (1998). "Science and the Holocaust" Arhivat în 25 februarie 2021, la Wayback Machine., Focus, University of Haifa (edited version of Vrba's speech when he received his honorary doctorate).
  - (1997). "The Preparations for the Holocaust In Hungary: An Eyewitness Account", in Randolph L. Braham, Attila Pok (eds.). The Holocaust in Hungary. Fifty years later. New York: Columbia University Press, 227–285.
  - (1998). "The Preparations for the Holocaust In Hungary: An Eyewitness Account", in Randolph L. Braham, Attila Pok (eds.). The Holocaust in Hungary. Fifty years later. New York: Columbia University Press, 227–285.
- (1996). "Die mißachtete Warnung. Betrachtungen über den Auschwitz-Bericht von 1944". Vierteljahrshefte für Zeitgeschichte, 44(1), 1–24. JSTOR 30195502
- (1992). "Personal Memories of Actions of SS-Doctors of Medicine in Auschwitz I and Auschwitz II (Birkenau)", in Charles G. Roland⁠(d) et al. (eds.). Medical Science without Compassion, Past and Present. Hamburg: Stiftung für Sozialgeschichte des 20. Jahrhunderts. OCLC 34310080
- (1989). "The Role of Holocaust in German Economy and Military Strategy During 1941–1945", Appendix VII in I Escaped from Auschwitz, 431–440.
- (1966). "Footnote to the Auschwitz Report", Jewish Currents, 20(3), 27.
- (1963) with Alan Bestic. I Cannot Forgive. London: Sidgwick and Jackson.
  - (1964) with Alan Bestic. Factory of Death. London: Transworld Publishers.
  - (1989) with Alan Bestic. 44070: The Conspiracy of the Twentieth Century. Bellingham, WA: Star & Cross Publishing House.
  - (2002). I Escaped from Auschwitz. London: Robson Books.

### Cercetare academică
- (1975) with E. Alpert; K. J. Isselbacher. "Carcinoembryonic antigen: evidence for multiple antigenic determinants and isoantigens". Proceedings of the National Academy of Sciences of the United States of America, 72(11), November 1975, 4602–4606. PubMed PMC 388771
- (1974) with A. Winter; L. N. Epps. "Assimilation of glucose carbon in vivo by salivary gland and tumor". American Journal of Physiology, 226(6), June 1974, 1424–1427.
- (1972) with A. Winter. "Movement of (U- 14 C)glucose carbon into and subsequent release from lipids and high-molecular-weight constituents of rat brain, liver, and heart in vivo". Canadian Journal of Biochemistry⁠(d), 50(1), January 1972, 91–105. PubMed
- (1970) with Wendy Cannon. "Molecular weights and metabolism of rat brain proteins". Biochemical Journal⁠(d), 116(4), February 1970, 745–753. PubMed PMC 1185420
- (1968) with Wendy Cannon. "Gel filtration of [U-14C]glucose-labelled high-speed supernatants of rat brains". Journal of Biochemistry⁠(d), 109(3), September 1968, 30P. PubMed PMC 1186863
- (1967). "Assimilation of glucose carbon in subcellular rat brain particles in vivo and the problems of axoplasmic flow". Journal of Biochemistry, 105(3), December 1967, 927–936. PubMed PMC 1198409
- (1966). "Effects of insulin-induced hypoglycaemia on the fate of glucose carbon atoms in the mouse". Journal of Biochemistry, 99(2), May 1966, 367–380. PubMed PMC 265005
- (1964). "Utilization of glucose carbon in vivo in the mouse". Nature, 202, 18 April 1964, 247–249. PubMed
- (1963) with H. S. Bachelard; J. Krawcynski. "Interrelationship between glucose utilization of brain and heart". Nature, 197, 2 March 1963, 869–870. PubMed
- (1962) with H. S. Bachelard, et al. "Effect of reserpine on the heart". The Lancet, 2(7269), 22 December 1962, 1330–1331. PubMed
- (1962) with M. K. Gaitonde; D. Richter. "The conversion of the glucose carbon into protein in the brain and other organs of the rat". Journal of Neurochemistry⁠(d), 9(5), September 1962, 465–475. doi:10.1111/j.1471-4159.1962.tb04199.x PubMed
- (1962). "Glucose metabolism in rat brain in vivo". Nature, 195 (4842), August 1962, 663–665. doi:10.1038/195663a0 PubMed
- (1961) with Kunjlata Kothary. "The release of ammonia from rat brain proteins during acid hydrolysis". Journal of Neurochemistry, 8(1), October 1961, 65–71. doi:10.1111/j.1471-4159.1961.tb13527.x
- (1959) with Jaroslava Folbergrova. "Observations on endogenous metabolism in brain in vitro and in vivo". Journal of Neurochemistry 4(4), October 1959, 338–349. doi:10.1111/j.1471-4159.1959.tb13215.x
- (1958) with Jaroslava Folbergrova. "Endogenous Metabolism in Brain Cortex Slices". Nature, 182, 26 July 1958, 237–238. doi:10.1038/182237a0
- (1957) with Jaroslava Folbergrova; V. Kanturek. "Ammonia Formation in Brain Cortex Slices". Nature, 179(4557), March 1957, 470–471. doi:10.1038/179470a0 PubMed
- (1956). "On the participation of ammonia in cerebral metabolism and function". Review of Czechoslovak Medicine, 3(2), 81–106. PubMed
- (1955). "Significance of glutamic acid in metabolic processes in the rat brain during physical exercise". Nature, 176(4496), 31 December 1955, 1258–1261. PubMed
- (1955). "A source of ammonia and changes of protein structure in the rat brain during physical exertion". Nature, 176(4472), 16 July 1955, 117–118. PubMed
- (1955). "Effect of physical stress on metabolic function of the brain. III. Formation of ammonia and structure of proteins in the brain". Chekhoslovatskaia Fiziologila., 4(4), 397–408 (in German). PubMed
- (1954) with Arnošt Kleinzeller; Jiři Málek. Manometrické metody a jejich použití v biologii a biochemii. Prague: Státní Zdravotnické Nakladatelství ("State Health Publishing").